# Smile (The Beach Boys)
| Recensione            | Giudizio       |
| --------------------- | -------------- |
| AllMusic              | [ 1 ]          |
| The A.V. Club         | A              |
| Consequence           | Hot            |
| The Guardian          | [ 4 ]          |
| Los Angeles Times     | [ 5 ]          |
| Ondarock              | Pietra miliare |
| One Thirty BPM        | 100%           |
| Paste                 | [ 8 ]          |
| Pitchfork             | [ 9 ]          |
| Rolling Stone         | [ 10 ]         |
| Ultimate Classic Rock | [ 11 ]         |

Smile (a volte reso graficamente come SMiLE) è un album discografico del gruppo musicale statunitense Beach Boys registrato tra il 1966 e il 1967 ma rimasto incompiuto ed inedito fino al novembre 2011, quando venne pubblicato all'interno del cofanetto antologico The Smile Sessions, ipoteticamente ricostruito filologicamente quasi del tutto a partire dai nastri originari.
Il progetto dell'album era stato inteso dal suo ideatore Brian Wilson per essere il seguito di Pet Sounds, ma l'opera non venne mai portata a termine nella sua forma originaria. Con il passare degli anni la statura mitica di Smile crebbe sempre più, acquisendo uno "status leggendario" fino a diventare il più celebre caso di "album perduto" nella storia della musica popolare.
Wilson rimise mano al progetto nel 2003, e nel 2004 ne fece uscire una versione ri-registrata ex novo con la sua tour band, riscuotendo un buon successo di critica e vendite. Durante i 37 anni trascorsi dall'idea originaria alla pubblicazione della nuova versione di Wilson, Smile aveva acquisito una reputazione leggendaria di opera incompiuta, e diverse tracce dell'album originale da anni circolavano su bootleg tra i collezionisti. Molte delle tracce che erano state originariamente registrate per Smile, dopo la cancellazione del disco, trovarono posto nei successivi album dei Beach Boys pubblicati nel corso degli anni.
Nel 2011 è stato pubblicato il box set intitolato The Smile Sessions, un cofanetto contenente diverse versioni dell'album ricostruite per mezzo delle registrazioni originali dell'epoca, insieme a molti provini e brani scartati; ricevendo un clamoroso successo di pubblico e critica.

## Il disco

### Origine e storia

Brian Wilson nel 1966

Nel corso di un'intervista datata ottobre 1966, Brian Wilson affermò che il prossimo disco dei Beach Boys sarebbe stato "una sinfonia adolescenziale diretta a Dio". Il piano originario dell'opera che Wilson aveva in mente, era portare il lavoro svolto su Pet Sounds a un livello superiore, per mezzo di un album in forma di lunga suite con canzoni scritte appositamente legate tra loro tematicamente e musicalmente, registrato con tecniche di studio innovative e con l'impiego di suoni inusuali, sulla falsariga di quanto fatto nel loro ultimo successo Good Vibrations, brano ampiamente ben accolto da pubblico e critica. Pet Sounds, con i suoi arrangiamenti complessi e sofisticati, infarciti di trucchi tecnologici e i brani dai risvolti malinconici e nascosti, aveva parzialmente offuscato l'immagine da spensierato gruppo musicale di "surf music" della band, e con il prossimo lavoro Wilson aveva deciso di rendere ancora più complessa e sfaccettata l'immagine dei Beach Boys, avvicinandoli, in questo senso, ai rivali Beatles.
La genesi di Smile è da collocarsi durante le sedute di registrazione per l'album Pet Sounds. Il 17 febbraio 1966, nel corso della sessioni per quell'album, Brian Wilson iniziò a lavorare a un nuovo singolo del gruppo, la canzone Good Vibrations, che si rivelerà essere la più costosa e complessa produzione di musica pop dell'epoca. Good Vibrations venne creata impiegando una tecnica di registrazione mai sperimentata in precedenza: furono incisi circa 30 minuti di sezioni musicali sparse, successivamente unite insieme e ridotte al formato classico della canzone pop da 3 minuti di durata. Molti nell'entourage dei Beach Boys erano scettici circa un così complesso e dispendioso processo creativo, ma la canzone spazzò via velocemente qualsiasi dubbio quando diventò il maggior successo commerciale della band, raggiungendo la vetta delle classifiche sia in Gran Bretagna che negli Stati Uniti. Quindi, l'intenzione di Wilson era quella di rendere Smile un'intera opera prodotta con le stesse modalità.

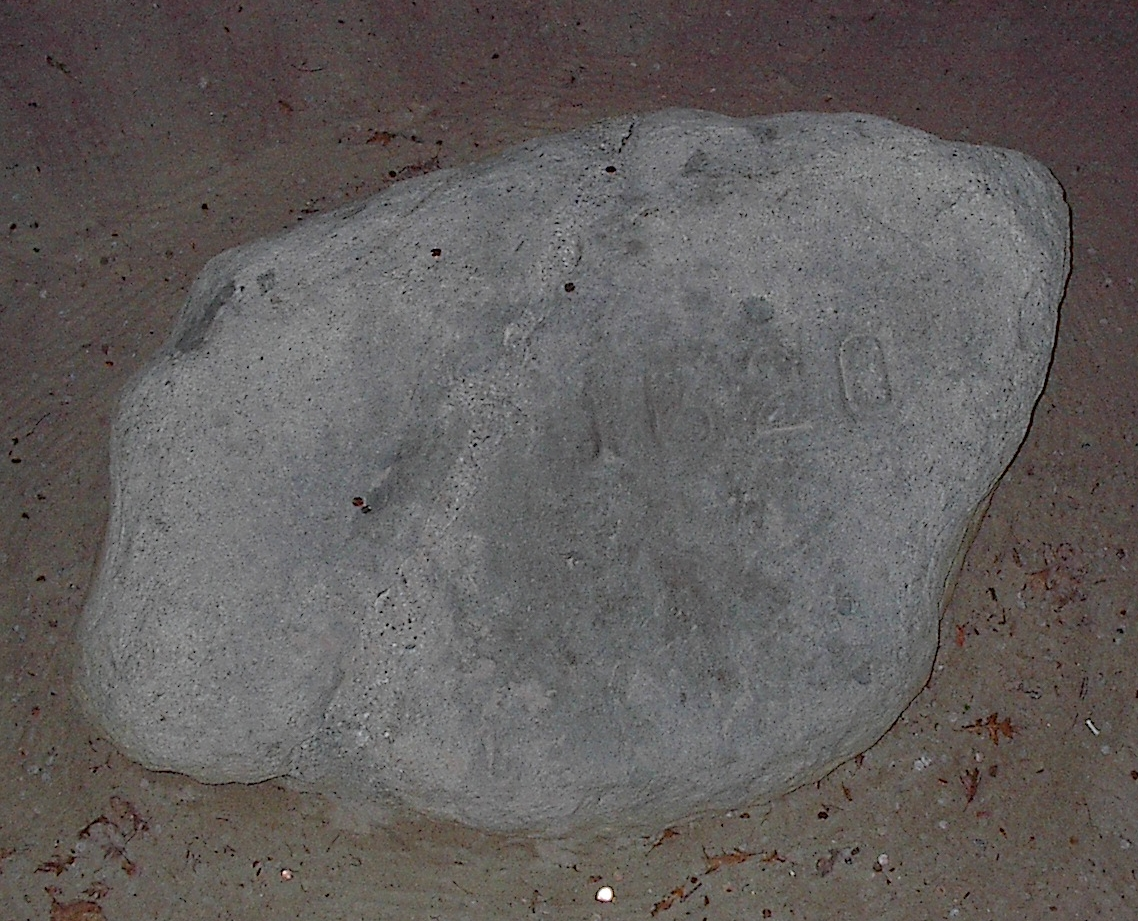
Un primo piano della "Roccia di Plymouth".

Episodio cruciale nella creazione di Smile fu l'incontro creativo che Wilson ebbe con il cantante, musicista, compositore e paroliere Van Dyke Parks. Presentatogli da David Crosby, il ventiduenne cantautore si era trasferito a Los Angeles qualche anno prima per immergersi nella scena musicale folk locale. Attraverso Parks o Bruce Johnston, Wilson conobbe l'ex addetto stampa dei Beatles Derek Taylor, subito assunto come pubblicista dei Beach Boys. Wilson aveva invitato Parks a scrivere i testi dei brani per il prossimo album della band nella primavera del 1966, quando il progetto si chiamava provvisoriamente ancora Dumb Angel. I due musicisti diedero velocemente vita ad un sodalizio artistico fruttuoso, e tra l'aprile e il settembre del '66, il duo compose insieme un gran numero di canzoni, incluse Surf's Up, Heroes and Villains, Wonderful, Cabin Essence e Wind Chimes, tutte scritte nella celebre vasca piena di sabbia che Brian aveva fatto eccentricamente installare in casa sua, perché così, componendo al pianoforte, avrebbe potuto affondarci i piedi dentro per trarne ispirazione. Dalla loro prima collaborazione scaturì il brano Heroes and Villains. Mentre la loro canzone più acclamata, Surf's Up, venne scritta nel corso di una sola nottata. Il paroliere di Pet Sounds, Tony Asher, aveva già scritto un testo per Good Vibrations, ma la versione poi effettivamente pubblicata su singolo nell'ottobre '66 conteneva un nuovo testo ad opera di Brian Wilson e Mike Love. Infatti Wilson, a cui il testo di Asher non piaceva, aveva chiesto a Parks di scriverne uno nuovo per Good Vibrations, ma Parks aveva declinato l'offerta, preferendo non essere coinvolto in un progetto già avviato. Incassato il rifiuto, Wilson aveva così deciso di scriverne uno insieme a Love.
Anche se il preciso momento dell'ideazione dell'opera è ancora oggi oggetto di dibattito presso critici ed appassionati, alcuni "punti fermi" nella genesi di Smile sono generalmente accettati: sia musicalmente che liricalmente, Wilson e Parks volevano che Smile fosse esplicitamente americano nello stile e nelle tematiche trattate, come diretta reazione al dominio britannico nella musica popolare dell'epoca. L'opera era stata presumibilmente concepita per essere un viaggio musicale attraverso l'America dalla costa est alla costa ovest, iniziando dalla Roccia di Plymouth e terminando alle Hawaii, ripercorrendo alcuni dei grandi temi culturali della storia americana moderna, inclusi l'impatto della civiltà dei bianchi sui nativi americani, l'influenza dei latinoamericani, il selvaggio West, e l'ampliamento delle frontiere del Paese grazie alla costruzione delle grandi ferrovie e delle autostrade.
Altro ingrediente importante del disco avrebbe dovuto essere un particolare senso dell'umorismo, e le canzoni di Smile sono infatti infarcite di nonsense, giochi di parole, e complessi significati multipli. Un esempio a proposito è il brano Vega-Tables, che include la strofa: «I'm gonna do well, my vegetables, cart off and sell my vegetables»; la frase «...cart off and...» è un gioco di parole bilingue sull'assonanza fonetica in lingua inglese con il termine "Kartoffeln", che in tedesco significa "patate".

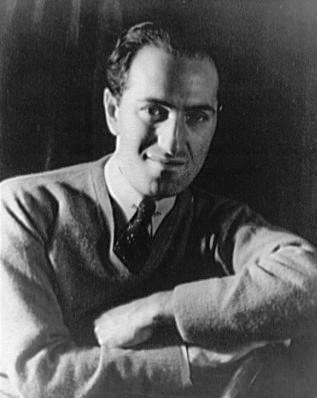
George Gershwin, il compositore statunitense fonte di ispirazione per Brian Wilson

È risaputo quanto Wilson sia stato influenzato in gioventù dalla musica di George Gershwin (specialmente da Rhapsody in Blue), e Smile emula sia l'enfatico "americanismo" di Gershwin, sia le caratteristiche episodiche e programmatiche dell'opera del compositore. Una breve scena dove Brian siede al pianoforte componendo, presente nel DVD del documentario del making of di Smile del 2003, suggerisce che Wilson possa aver direttamente basato il riff principale di Heroes and Villains su una variazione o una riscrittura di un frammento della Rapsodia in blu.
Altre influenze classiche in Smile si ricollegano direttamente alla tradizione della musica popolare americana del passato; le composizioni a firma di Wilson si alternano infatti con frammenti di vecchie canzoni, come The Old Master Painter (resa celebre da Peggy Lee), il brano folk You Are My Sunshine, lo standard jazz composto da Johnny Mercer intitolato I Wanna Be Around (inciso da Tony Bennett), Gee del gruppo doo-wop anni cinquanta The Crows, e altri diversi ammiccamenti e riferimenti alla cultura pop statunitense, come, per esempio, la sigla musicale del personaggio dei cartoni animati Woody Woodpecker.
Molte di queste brevi tracce, e molti altri brevissimi pezzi strumentali e vocali rimasti incompiuti, dovevano evidentemente servire come collegamenti tra i brani principali dell'album. La struttura a cut-up dell'opera, e la forte post-produzione alla quale venivano costantemente sottoposti i provini dei brani di Smile, erano certamente elementi insoliti per i tempi nella musica popolare di massa, e suggeriscono l'idea che Brian fosse a conoscenza delle tecniche della "musique concrète" e che le utilizzasse per creare dell'arte in musica, esercitando in questo approccio, come affermato dal musicologo Ian MacDonald, una grossa influenza anche sul modo di comporre dei Beatles all'epoca.
Gli esperimenti di Wilson con LSD furono senza dubbio una significativa influenza nella struttura e tematica dei suoi lavori di fine anni sessanta, e una delle figure che più influenzarono il suo modo di pensare all'epoca, fu l'amico Loren Schwartz, che si dice avesse introdotto Brian all'uso di marijuana e LSD.
Lo scrittore Bill Tobelman arriva anche a suggerire che Smile sia pieno di riferimenti in codice alla vita di Brian e alle sue recenti esperienze con l'acido lisergico.

### Cerchia di "amici" di Wilson ed ambiente circostante

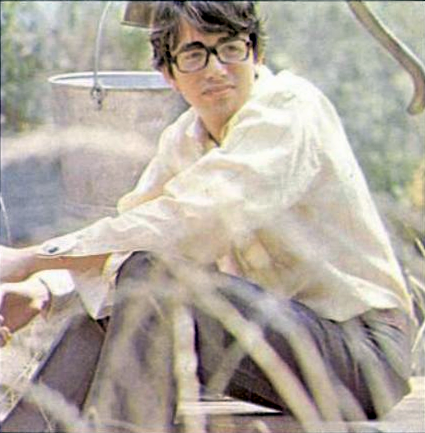
Van Dyke Parks fornì la maggior parte dei testi e della direzione tematica di Smile e partecipò come strumentista alle sessioni di registrazione.

Il biografo Steven Gaines ha caratterizzato la cerchia di gente che circondava Brian Wilson all'epoca, come un mix sia di sfruttatori sia di individui che erano "talentuosi" e "industriosi". Questo gruppo includeva il talent scout della MGM David Anderle e il suo cliente, il cantante Danny Hutton, che si era esibito con Parks; in seguito Hutton presentò Parks a Anderle, che divenne il suo manager. In maniera simile, Hutton e Wilson si erano incontrati per la prima volta alla fine del 1964 e si conobbero meglio dopo che Anderle li reintrodusse alla fine del 1965. Il cantante dei Turtles Mark Volman, presentato a Wilson da Hutton, in seguito osservò che la sua associazione con il Beach Boy era stata per lui come essere una "groupie di Brian". Molti di questi individui, in seguito soprannominati "Vosse Posse" dai fan dei Beach Boys, divennero frequentatori abituali di casa Wilson e durante le sessioni in studio di Smile.

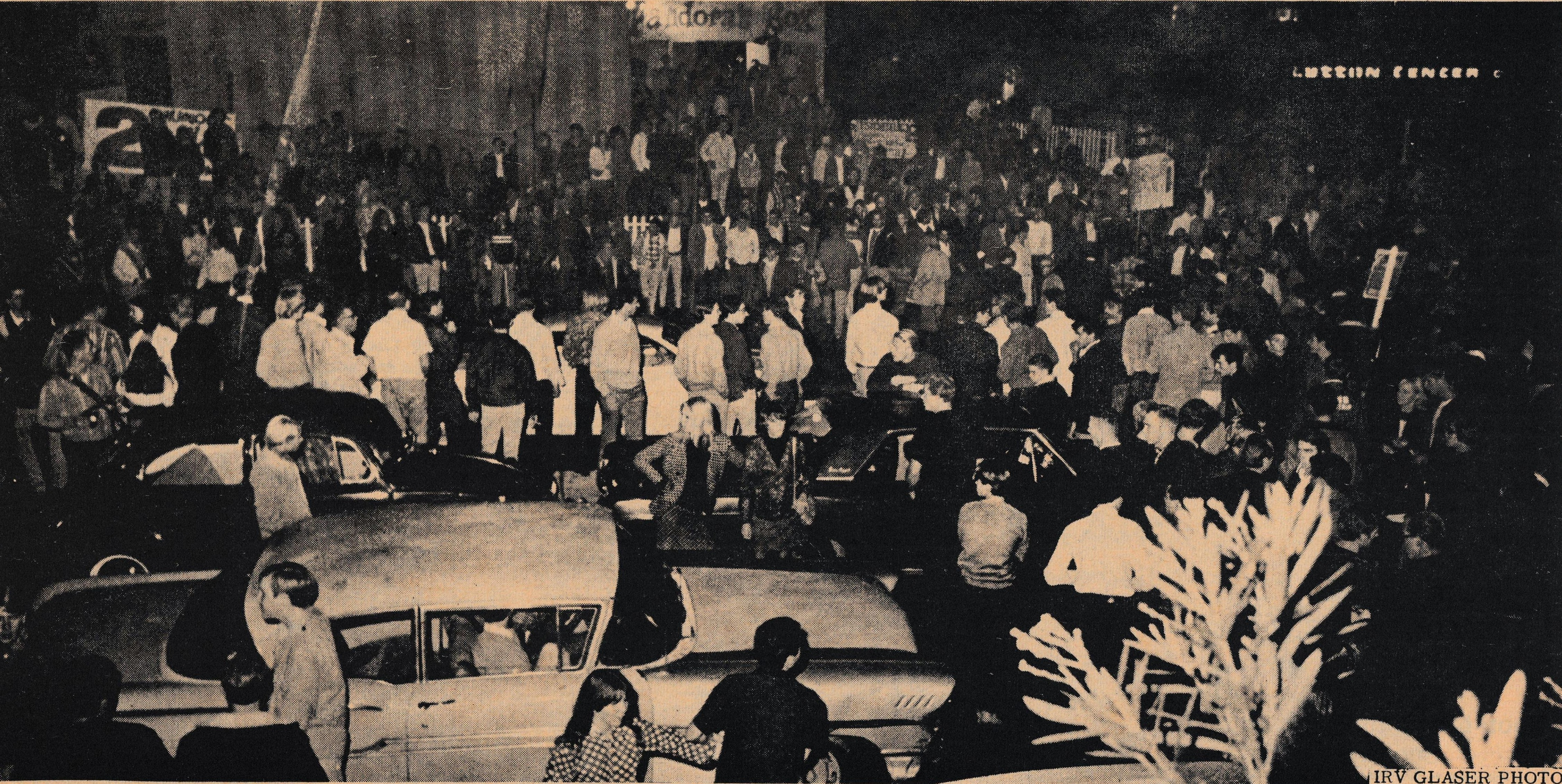
Il periodo di registrazione di Smile coincise con la "rivolta degli hippie" di Sunset Strip della fine del 1966 (nella foto).

Anche alcuni giornalisti facevano parte del suo ambiente. Michael Vosse, un reporter di una rivista e amico del college di Anderle, fu presentato a Wilson da Parks e in seguito Taylor gli chiese di intervistarlo per l'imminente uscita di Good Vibrations. Il giorno dopo il loro incontro, Wilson chiamò Vosse e gli offrì un lavoro come "registratore di suoni naturali". Paul Jay Robbins, del Los Angeles Free Press e un attivista di sinistra coinvolto nei disordini del 1966 sul Sunset Strip, conobbero Parks a un concerto dei Byrds, cosa che li portò nella cerchia di Wilson. Paul Williams, diciottenne fondatore e giornalista di Crawdaddy!, aveva espresso ammirazione per Pet Sounds e Good Vibrations, e successivamente andò a trovare Wilson a casa sua nel Natale 1966 prima di tornare a New York. Jules Siegel, del The Saturday Evening Post, fu presentato a Wilson da Anderle e lo accompagnò a casa sua e in studio per due mesi. Anche Richard Goldstein, il primo critico rock del The Village Voice, e Lawrence Dietz, della rivista New York, erano parte del gruppo di persone che circondavano Wilson all'epoca.
Anderle disse: «Smile sarebbe stato un monumento. È così che ne parlavamo, come di un monumento». Il giornalista Nick Kent, scrivendo nel 1975, credeva che "l'affidabilità di personaggi come Anderle, Siegel e Vosse fosse stata compromessa da affermazioni così sontuose [che] si può essere perdonati, anche solo momentaneamente, per aver creduto che Brian Wilson avesse, a quel tempo, orbitato fino ai confini più remoti della stratosfera celeste per la durata di questo progetto sfortunato." Gaines, nel 1986, riconobbe che gli "eventi che circondano l'album variavano così tanto a seconda della prospettiva individuale che i fatti rimangono incerti, mentre Williams dichiarò che lui, Wilson, Anderle, Parks, Taylor ed altri giornalisti erano "strafatti" all'epoca, il che potrebbe aver "avuto qualche effetto" sulla loro valutazione della situazione.

### Umorismo, misticismo, religione, droghe e letteratura

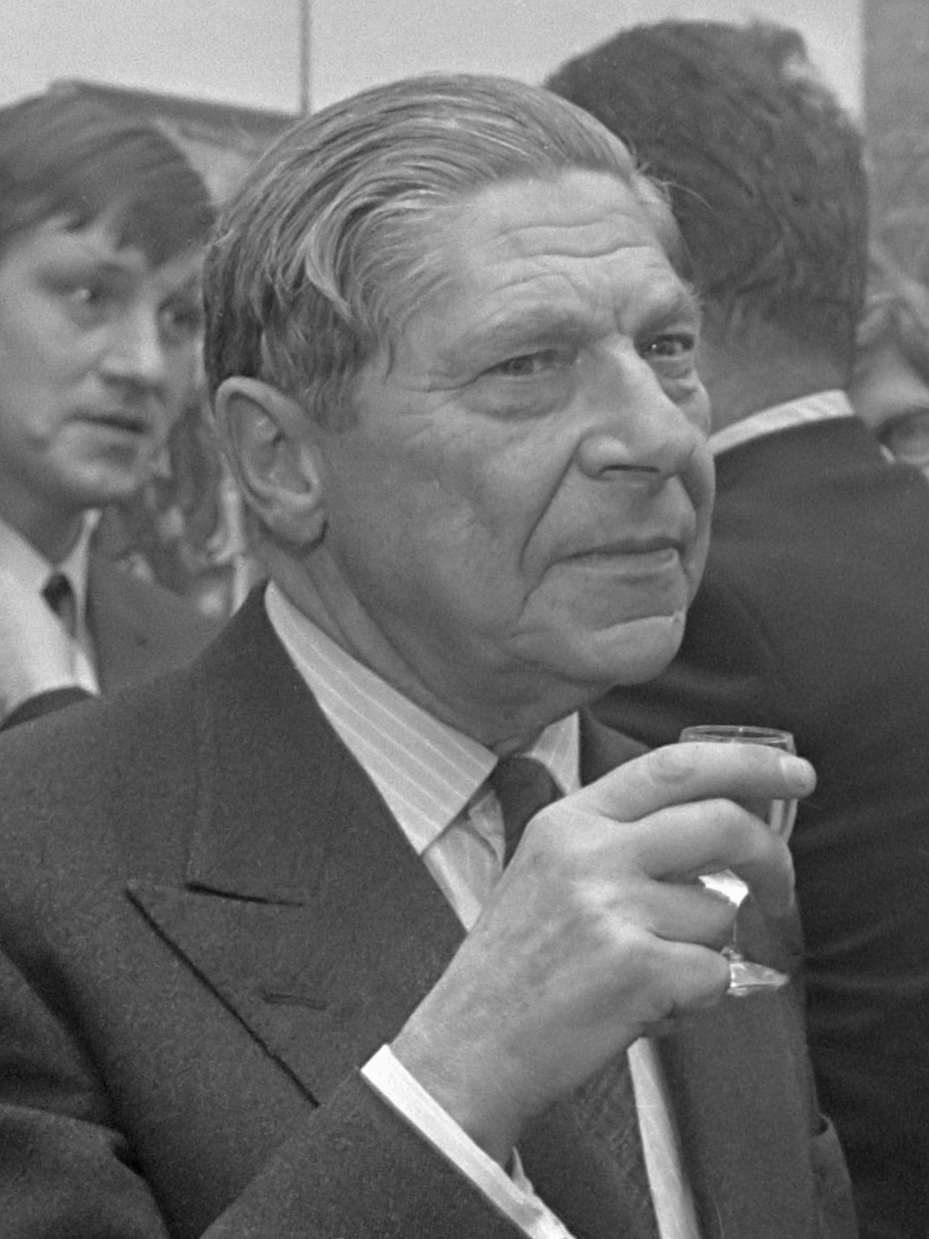
Wilson ha affermato che la sua comprensione dell'Ego e dell'umorismo si basava sugli scritti di Arthur Koestler

Tra i fattori che ispirarono Smile ci fu il crescente interesse di Wilson per l'astrologia, la numerologia e l'occulto. Dopo che un amico gli fece conoscere la libreria Pickwick a Hollywood, Wilson diventò un lettore accanito, riflettendo in seguito sul fatto che la sovraesposizione ad autori diversi gli aveva lasciato "troppe strade tra cui scegliere". Secondo Nolan, un osservatore anonimo ha ricordato che ogni volta che qualcuno presentava a Wilson una nuova idea, che si trattasse di astrologia o di relazioni Russia-Cina, questa invariabilmente "trovava la sua strada nella musica". Si dice che la biblioteca di Wilson includesse opere che spaziavano dalla poesia alla prosa e alla critica culturale, in particolare L'atto della creazione (1964) di Arthur Koestler, che citava frequentemente, insieme a testi su sistemi di credenze non cristiane come l'Induismo (dalla Bhagavadgītā), il Confucianesimo (tramite l'I Ching), il Buddismo e il Subud. Queste opere promuovevano pratiche come la meditazione e il vegetarianismo, a cui Wilson si interessò.
Wilson, nel 2005, descrisse il suo interesse dell'epoca nella metafisica come "cruciale", citando L'atto della creazione come testo fondamentale: «Mi ha fatto scoprire cose molto speciali [...] le persone attribuiscono il proprio ego al loro senso dell'umorismo prima di ogni altra cosa». Vosse ricordò che Wilson affermava che "la risata era una delle più alte forme di divinità" e che aveva intenzione di creare "un album umoristico"; Vosse in seguito ipotizzò che Smile si sarebbe manifestato come un album gospel "sofisticato" ispirato alla California meridionale, che rifletteva la "personale forma di musica folk tradizionale di Brian Wilson". Anderle, raccontando la fissazione di Wilson per l'umorismo e la spiritualità, ha detto che il suo "innato senso di spiritualismo" lo aveva portato ad esplorare la numerologia, l'astrologia e l'I Ching.
Jules Siegel ricordò che Wilson, durante una sera dell'ottobre del 1966, annunciò agli amici la sua intenzione di creare una "sinfonia adolescenziale a Dio", descrivendo anche uno spostamento verso un "suono spirituale bianco" che credeva avrebbe definito il futuro della musica popolare. Wilson citò l'ultimo lavoro dei Beatles, come parte di un più ampio movimento "religioso" nella musica, dicendo: «È lì che sto andando. Spaventerà molte persone». In novembre, Nolan riferì che il cambiamento artistico di Wilson derivava da una precedente esperienza psichedelica, anche se Wilson in seguito ha dichiarato che non avrebbe più preso LSD, criticando personaggi come Timothy Leary per aver enfatizzato la retorica sulla creatività delle droghe. 
Interrogato sulla traiettoria della musica, Wilson predisse "musica spirituale bianca [...] Canti di fede".
In alcune interviste del 2004, Wilson negò che Smile fosse stato influenzato da LSD, filosofia Zen o religione. Anche Anderle negò che la droga avesse influenzato le attività artistiche di Wilson. Tuttavia, Parks negli anni '70, disse che Wilson aveva concepito Smile come un esperimento sulle "possibilità di espansione mentale della musica e sulle proprietà di espansione mentale delle droghe".
Wilson ha detto che il titolo originale dell'album, Dumb Angel ("angelo muto"), fu scartato in favore di qualcosa di più positivo. Suo fratello Carl spiegò agli inizi del 1967 che il titolo definitivo, Smile, rifletteva l'attenzione della band sulla spiritualità e sulla "diffusione di buona volontà, buoni pensieri e felicità". Il biografo Peter Ames Carlin speculò sul fatto che il titolo Dumb Angel derivasse da allucinazioni avute da Wilson mentre componeva sotto psicofarmaci a tarda notte. Nella sua autobiografia del 2016, I Am Brian Wilson, affermò che la "i" minuscola nella grafia SMiLE del titolo in copertina fa riferimento alla "perdita dell'ego", uno dei concetti dell'album.

### Tematiche e testi
Wilson mantenne un ruolo non invasivo nella direzione tematica dell'album, preferendo affidarsi all'esperienza di Parks nella storia e nell'iconografia americana. I testi scritti da Parks utilizzavano giochi di parole, allusioni e citazioni, sebbene egli abbia sottolineato l'importanza del "potere delle parole" rispetto ai giochi di parole. Anche se Smile è spesso identificato come un concept album, le registrazioni sopravvissute mancano di una narrazione coesa, intrecciando invece temi disparati. Egli respinse la definizione di concept album, affermando che il progetto mirava a utilizzare il "vernacolo americano" in contrapposizione alla musica filo-britannica "stile Beatles prevalentemente in circolazione all'epoca."
Parks descrisse il suo approccio lirico per Smile come un tentaivo di accogliere le idee musicali frammentarie di Wilson, che lui stesso descriveva come "brevi spasmi di entusiasmo" e sezioni sconnesse che incarnavano collettivamente una "coscienza da cartone animato". Questa estetica privilegiava istantanee vivide e impressionistiche rispetto a una narrazione lineare, culminando in una serie di scenari e simboli archetipici legati alla storia americana, che spaziavano dalle ferrovie e dalle automobili all'impatto del colonialismo occidentale sulle comunità dei nativi americani. Secondo Parks, era "importante catturare l'evoluzione territoriale degli Stati Uniti, il movimento verso ovest, la conquista di questo continente e oltre [...] con aneddoti e istantanee". Lo studioso Darren Reid ha interpretato l'atmosfera americana storica dell'album come un deliberato contrappunto ai precedenti temi edonistici dei Beach Boys, sostenendo che il suo mood fondeva umorismo, sarcasmo e introspezione piuttosto che una felicità palese, con il "sorriso" (smile) di Wilson che dà il titolo all'album a suggerire ironia.
Secondo il musicologo Marshall Heiser, esiste una grande quantità di materiale che si discosta da questa presunta attenzione all'Americana. Ciò includeva temi come il salutismo, l'infanzia e l'attenzione al rispetto dell'ambiente. I temi della spiritualità e dell'infanzia permeano canzoni come Wonderful, Child Is Father of the Man e Surf's Up, sebbene solamente Wonderful faccia esplicitamente riferimento a Dio. Parks riconobbe il ruolo "inevitabile" della spiritualità in Smile, ma evitò di proposito testi apertamente religiosi, per timore di apparire "arrogante". Egli rifletté sul fatto che l'album affrontasse questioni di fede plasmate dall'educazione religiosa di Wilson e della sua stessa educazione: «Cosa dovremmo tenere lontano [...] dal rapporto che avevamo con la religione? [...] C'è molto da riflettere sulla fede». Nelle interviste del 2011, Wilson ha descritto Smile come l'incarnazione dei temi dell'infanzia, della libertà e della resistenza al conformismo degli adulti, inquadrandone il messaggio come "adulti, tenetevene fuori. Questo riguarda lo spirito della gioventù".

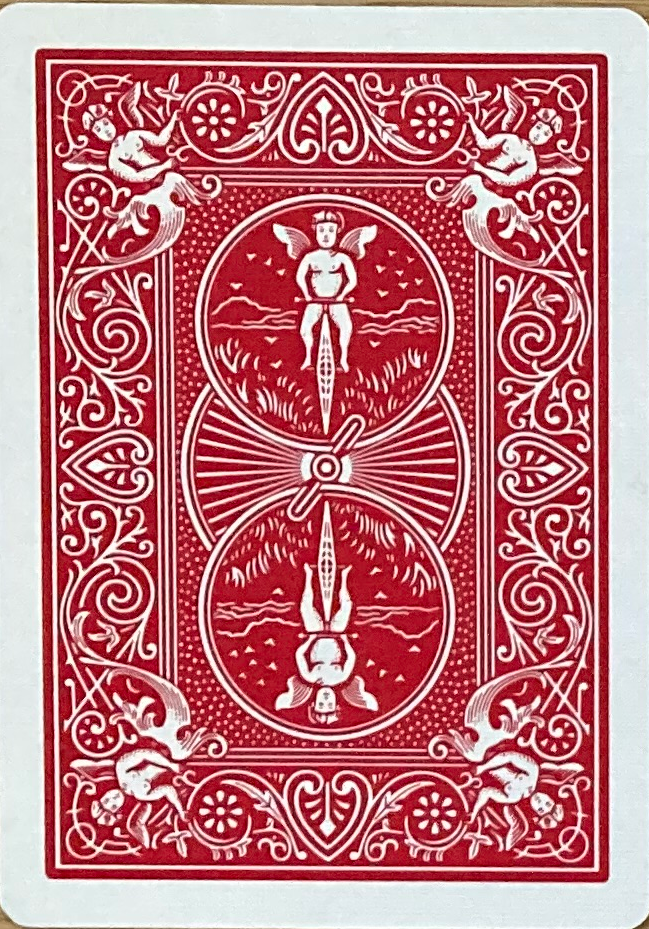
I riferimenti al "bicycle rider" ("ciclista") presenti nell'album furono ispirati dalle carte da gioco "Rider Back" del XIX secolo.

Un ricorrente motivo melodico e ritmico, talvolta chiamato tema "Bicycle Rider", venne inserimento in più tracce. Il biografo Byron Preiss scrisse che questo leit motiv era uno sfogo per l'ossessione di Wilson per il suono delle ruote "leggere", il dolce clic di una bicicletta che procede a velocità costante. Il testo fa riferimento alle carte da gioco "Rider Back" del XIX secolo della United States Playing Card Company, che raffiguravano putti angelici in bicicletta ed erano comunemente utilizzate nei contesti sociali americani, compresi i saloon.
Il musicologo Philip Lambert descrisse Smile come una narrazione storica americana inquadrata attraverso il "viaggio dalla roccia di Plymouth alle Hawaii" di un ciclista che viaggia nel tempo, 
mentre il biografo Keith Badman ha interpretato l'intento di Wilson come un'esplorazione dell'innocenza giovanile in un contesto americano. Lo storico Dale Carter ha riassunto Smile come un'opera che affronta la storia, la cultura e i temi sociali, esplorando al contempo la fede attraverso la fedeltà nazionale, l'ideologia, la religione e la spiritualità. Egli sosteneva che l'album ampliava l'attenzione introspettiva di Pet Sounds trasformandola in un'analisi dell'identità americana, inquadrando la perdita e il guadagno come interconnessi piuttosto che come definitivi. 
Dal punto di vista lirico, evidenziò lo scetticismo verso le istituzioni religiose, l'interesse per i sistemi di credenze alternativi e le prospettive sensazionalistiche.

### Generi e varietà del materiale
Smile è stato descritto da vari commentatori come un'opera di art pop, rock psichedelico, avant-pop, progressive pop, rock sperimentale, folk rock, musique concrète e Americana. Le sessioni generarono oltre 50 ore di registrazioni, musica sparsa, brani parlati, effetti sonori, e conversazioni informali o umoristiche. Molti segmenti fungevano come "dipinti di parole", evocando immagini di entità fisiche o ambientazioni. L'etnomusicologo David Toop ha paragonato lo stile di Wilson alla "musica dei cartoni animati e all'influenza Disney che si trasformano in pop d'avanguardia", mentre Heiser ha sostenuto che l'album sfida la categorizzazione singolare, comprendendo invece un "macrocosmo complesso e nebuloso" di elementi disparati. Questi includono arrangiamenti vocali cromatici in stile rinascimentale (simili a un mottetto vocale di Carlo Gesualdo), canti acquatici (swim swim fishy), parodie di colonne sonore di film del Far West, suoni gutturali da cavernicolo da cartone animato, un finto "orgasmo di gruppo" e scenette surreali che vanno da un uomo intrappolato in un microfono a un gruppo di suonatori di corno inglese che imitano discorsi e risate.
Parks affermò che l'obiettivo di Smile era quello di fungere da testimonianza di fede tipicamente americana, uno scopo che, a suo avviso, poteva essere raggiunto al meglio opponendosi deliberatamente alle tendenze controculturali prevalenti. L'opera traeva spunto da elementi della cultura pop che molti musicisti rock degli anni '60 consideravano antiquati, tra cui il doo-wop, la barbershop music, il ragtime, l'esotica, i motivi dei film western e il pop pre-rock 'n' roll. Mescolava anche jazz, poesie sinfoniche classiche, jodel, effetti sonori dei cartoni animati, musica sacra, inni religiosi, canti dei nativi americani e musica tradizionale hawaiana. Il critico musicale Erik Davis notò il suo allontanamento dalle tendenze rock contemporanee, enfatizzando l'uso del banjo piuttosto che del sitar e uno stile vocale "inquietante, da pseudo-castrato", in seguito rifiutato da personaggi come Jimi Hendrix. Wilson dichiarò la sua intenzione di evitare la strumentazione rock convenzionale in favore di approcci originali. Inoltre, riconfigurò brani più vecchi come Gee, I Wanna Be Around, The Old Master Painter e You Are My Sunshine, descritte da Priore come tentativo di esporre "la scrittura di canzoni pre-1960 [...] all'era psichedelica".
La musica prodotta dai Beach Boys di metà anni sessanta incorporavano elementi di psichedelia caratterizzati da strutture fluide, forme intricate, stratificazioni sonore, nuove combinazioni di strumenti, mutevoli centri tonali e tempi più lenti e sostenuti. Il critico musicale Alexis Petridis osservò che prima delle opere di fine anni '60 che riflettevano gli effetti destabilizzanti dell'LSD nella musica rock, gli artisti avevano ampiamente evitato di affrontare gli aspetti più oscuri della psichedelia. Egli citò Smile come una delle prime esplorazioni di questi temi attraverso brani che esemplificano un'intensità frenetica (Fire), disagio notturno (Wind Chimes), e manipolazioni vocali scarnificate (Love to Say Dada).
Toop ha identificato una serie di "modelli contraddittori" incorporati nell'"eredità musicale" dell'album, citando Frank Sinatra, The Lettermen, The Four Freshmen, Martin Denny, Patti Page, Chuck Berry, Spike Jones, Nelson Riddle, Jackie Gleason, Phil Spector, Bob Dylan, The Penguins e The Mills Brothers. Egli notò dei parallelismi con le collaborazioni tra Miles Davis e Gil Evans e l'atmosfera di brani come Look e Child Is Father of the Man, mentre confronta la sperimentazione acustica dell'album con le tecniche avant-garde di Charles Ives, gli LP tematici di Les Baxter e gli esperimenti di musica elettronica di Richard Maxfield. Toop ha inoltre suggerito che la struttura di Smile potrebbe essere interpretata come una serie di poemi sinfonici indirettamente correlati ai principi del Third Stream, una nozione che ricorda il termine "jazzical" di Charles Mingus. Nel 2004 Wilson sentiva che Smile trascendeva le convenzioni pop, attribuendo a Bach l'uso di forme semplici per costruire composizioni intricate come fonte di ispirazione.

### Brother Records
Wilson aveva inizialmente pianificato diversi progetti, tra cui un collage di effetti sonori, un album comico e un album di "cibo salutare", ma la mancanza di supporto da parte della Capitol per queste idee spinse i Beach Boys a formare la propria etichetta discografica, la Brother Records. Avviata nell'agosto del 1966 sotto Anderle, l'etichetta fu annunciata più tardi quello stesso anno come una piattaforma per introdurre "concetti completamente nuovi nell'industria discografica", garantendo al contempo ai Beach Boys il pieno controllo creativo e promozionale sul loro lavoro. Anderle in seguito descrisse l'etichetta come un mezzo per pubblicare progetti considerati "speciali" per Wilson, ricordando che la distribuzione da parte della Capitol non era una preoccupazione iniziale.
Anderle sottolineò che era "importante" riconoscere che la prolifica creatività di Wilson sfidava qualsiasi tentativo di consolidamento, poiché le idee di Wilson spaziavano da concetti per una suite a tema elementare ad "album umoristici", originariamente separati da Smile, che era inteso come "il culmine di tutte le [sue] occupazioni intellettuali".

### Tecniche di incisione

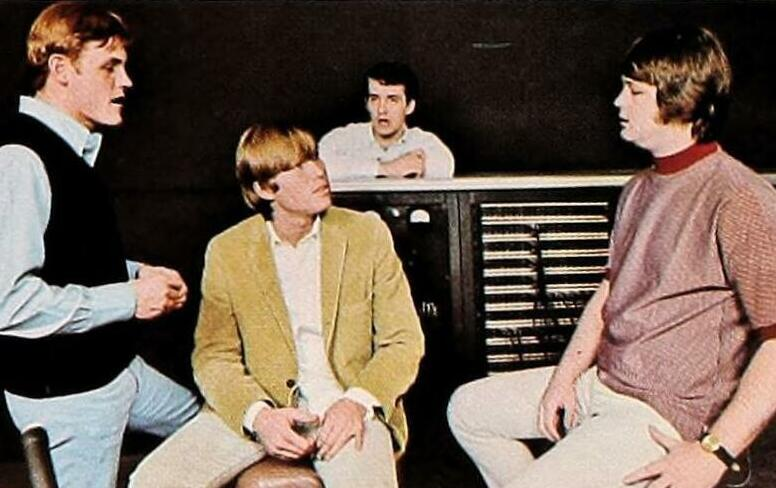
Da sinistra: Bruce Johnston, Terry Melcher, Tony Asher e Brian Wilson in studio agli inizi del 1966

Brian Wilson sviluppò i suoi innovativi metodi produttivi nel corso di svariati anni. All'epoca era ancora pratica comune nella musica pop commerciale effettuare le registrazioni dei pezzi dal vivo in studio in una singola take, ma Wilson sviluppò velocemente un approccio maggiormente "modulare" che poggiava sui recenti progressi tecnologici in materia di registrazione audio, utilizzando sia banchi di missaggio a quattro piste, sia le nuove apparecchiature che potevano avvalersi di otto tracce. Oltre ad usare nastri multitraccia per costruire strati e strati di elaborate sovraincisioni, a partire dal 1964, Wilson iniziò anche ad impiegare vari spezzoni di nastro per realizzare composizioni autonome. Wilson perfezionò il suo classico metodo produttivo con la registrazione di Pet Sounds durante il periodo 1965-1966. Egli produsse i brani dell'album in due blocchi principali; mentre il resto dei Beach Boys era via in tournée, Brian incise le elaborate tracce strumentali di base usando una band di supporto costituita da session men dell'area di Los Angeles (oggi ricordati come "The Wrecking Crew"); le tracce base furono registrate dal vivo in singole take su quattro piste, per poi essere rielaborate in fase di montaggio e post-produzione, riassemblate su registratore a otto piste e poi mixate in mono. Quando il resto dei membri del gruppo ritornò dal tour, Wilson aggiunse le parti vocali alle tracce strumentali pre-registrate. Con Good Vibrations, Wilson spinse questo suo approccio modulare ancora più in là, sperimentando la costruzione del brano attraverso l'assemblaggio di numerose sezioni frutto di multiple versioni della stessa traccia. Divideva gli arrangiamenti in sezioni separate, registrando diverse take di ogni sezione sviluppando e modificando gli arrangiamenti e la produzione con il proseguire delle sessioni. In qualche occasione, incise la stessa sezione in diversi studi di registrazione per sperimentare le differenti sonorità e opportunità offerte da ciascuno, per poi scegliere quella che, a suo parere, era la migliore. Per Smile, Wilson volle portare all'estremo le sue esplorazioni sonore. Alla fine del 1966, lavorando principalmente agli studi United Western Recorders, nello stesso piccolo studio nº 3 dove erano state incise la maggior parte delle tracce base di Pet Sounds in modo da poter lavorare con il suo ingegnere del suono preferito, Chuck Britz, e qualche volta ai Gold Star Studios di Los Angeles, Brian iniziò una lunga e complessa serie di sessioni (approssimativamente una cinquantina, senza contare le diciassette sessioni servite solo per Good Vibrations). Nelle varie sedute, furono coinvolti anche i Sunset Sound Studios e lo studio Columbia sul Sunset Boulevard. Lo studio Columbia possedeva i macchinari a otto piste audio che erano notevolmente all'avanguardia per l'epoca, e per questa ragione, come nel caso di Pet Sounds, le sessioni vocali per Smile furono effettuate principalmente in questo studio.

### Registrazione

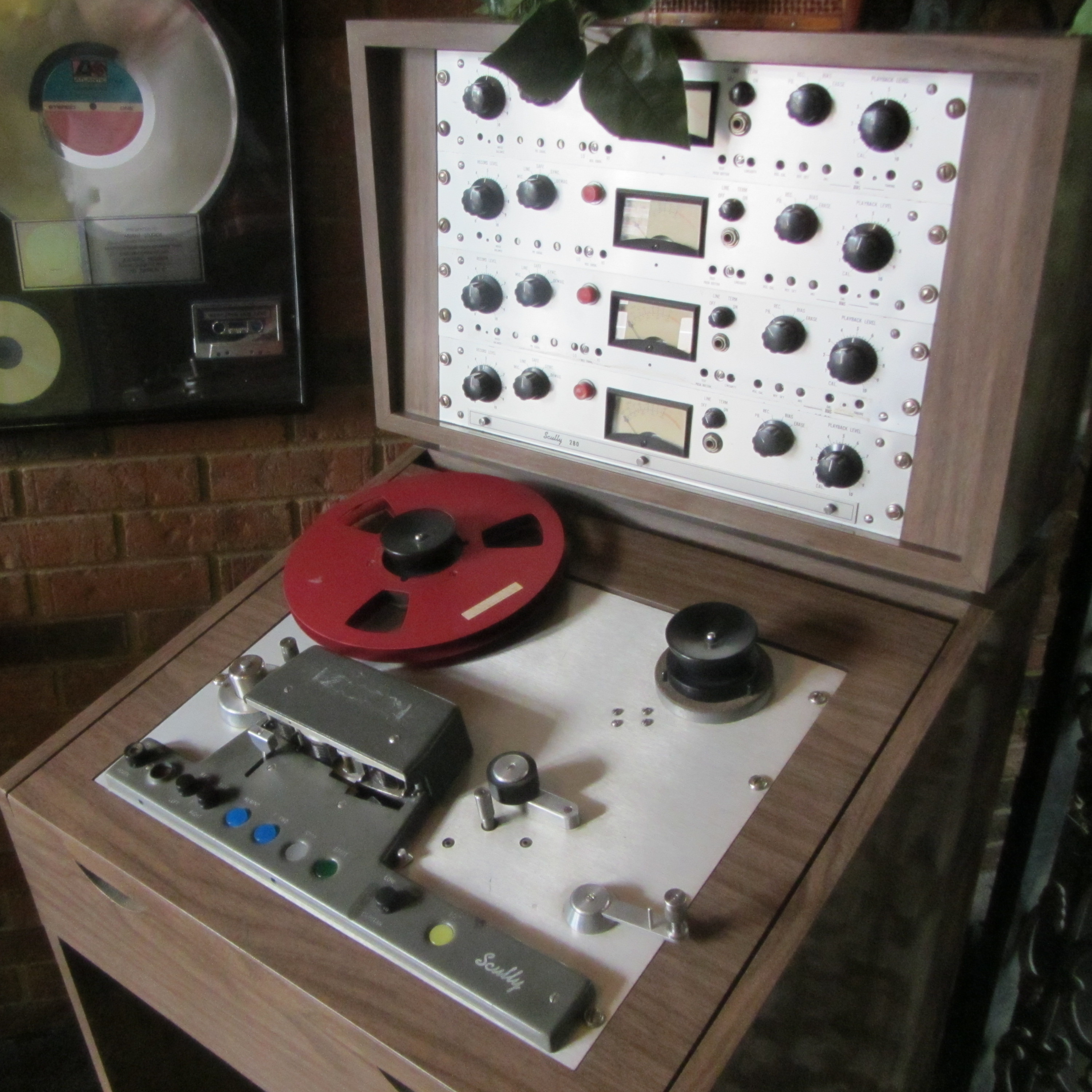
Un banco di missaggio a quattro piste Scully, identico al modello utilizzato da Wilson in molte delle sue produzioni di metà anni sessanta

Le sessioni per il nuovo LP, ora ufficialmente intitolato Smile, iniziarono nell'agosto 1966 e continuarono fino a dicembre inoltrato. Diversi conflitti sorsero tra i membri del gruppo verso metà dicembre, arrestando temporaneamente la lavorazione dell'album, ci furono poi ancora altre sessioni aggiuntive in gennaio che, sempre più sporadicamente, proseguirono nei primi mesi del 1967.
Ad inizio dicembre, la Capitol Records ricevette una nota scritta a mano con la lista di 12 canzoni pianificate per l'inclusione in Smile, da usarsi per la scaletta dei brani sul retro di copertina. Questa lista fu a lungo considerata prova fondamentale delle intenzioni di Wilson per il disco, anche se la lista delle tracce (stampata dalla Capitol per la copertina dell'album ma mai usata) riportava la dicitura "see label for correct playing order" ("consultare l'etichetta per il corretto ordine di esecuzione dei brani"). Essa può quindi essere intesa solamente come una prima conferma dell'apparente scelta dei brani per l'album effettuata da Brian ai tempi, e non come la sequenza esatta di questi. Tuttavia, nel 2006 si scoprì che la nota non era stata scritta da Brian di suo pugno, ma da qualcun altro; in aggiunta, quando gli fu fatta vedere una copia della lista, Brian stesso affermò che non l'aveva mai vista prima. Dall'esame della calligrafia, è stato ipotizzato che la nota possa essere stata scritta da Carl Wilson, oppure dalla cognata di Brian, Diane Rovell.
La Capitol iniziò ufficialmente la produzione della copertina per l'album e di un libretto interno di 12 pagine da accludere al disco. L'artwork per la copertina venne commissionato a Frank Holmes, un amico di Van Dyke Parks, e delle fotografie a colori dei membri del gruppo furono scattate da Guy Webster. All'inizio del gennaio '67 vennero stampate 466 000 copie della copertina e 419.000 buste interne; vario materiale promozionale venne inviato ai negozi e distributori di dischi, furono registrati spot radiofonici, e messi annunci pubblicitari per l'imminente uscita dell'album su Billboard e su riviste per adolescenti come Teen Set.
Ma in un giorno non ben precisato di dicembre, Brian informò i vertici dirigenziali della Capitol che Smile non sarebbe stato pronto per quel mese, aggiungendo però che lo avrebbe comunque consegnato "entro il 15 gennaio". L'idea che Wilson aveva dell'opera stava evidentemente subendo delle modifiche e dei ripensamenti, probabilmente come risultato dei dissapori con gli altri membri della band, che non erano così sicuri di voler abbandonare il tranquillo e remunerativo territorio delle canzoni sul sole, la spiaggia, il surf, e le ragazze in bikini, che avevano riscosso un così grande successo commerciale presso il pubblico portando alla fama il gruppo (è bene ricordare che, sebbene ampiamente lodato dalla critica, il precedente Pet Sounds, l'album della svolta verso temi più adulti, non aveva venduto poi così tanto negli Stati Uniti). Di conseguenza, all'inizio del 1967, cessarono tutte le lavorazioni delle tracce di SMiLE, fatta eccezione per i brani Heroes and Villains e Vega-Tables.

### Descrizione dei brani

#### Heroes and Villains

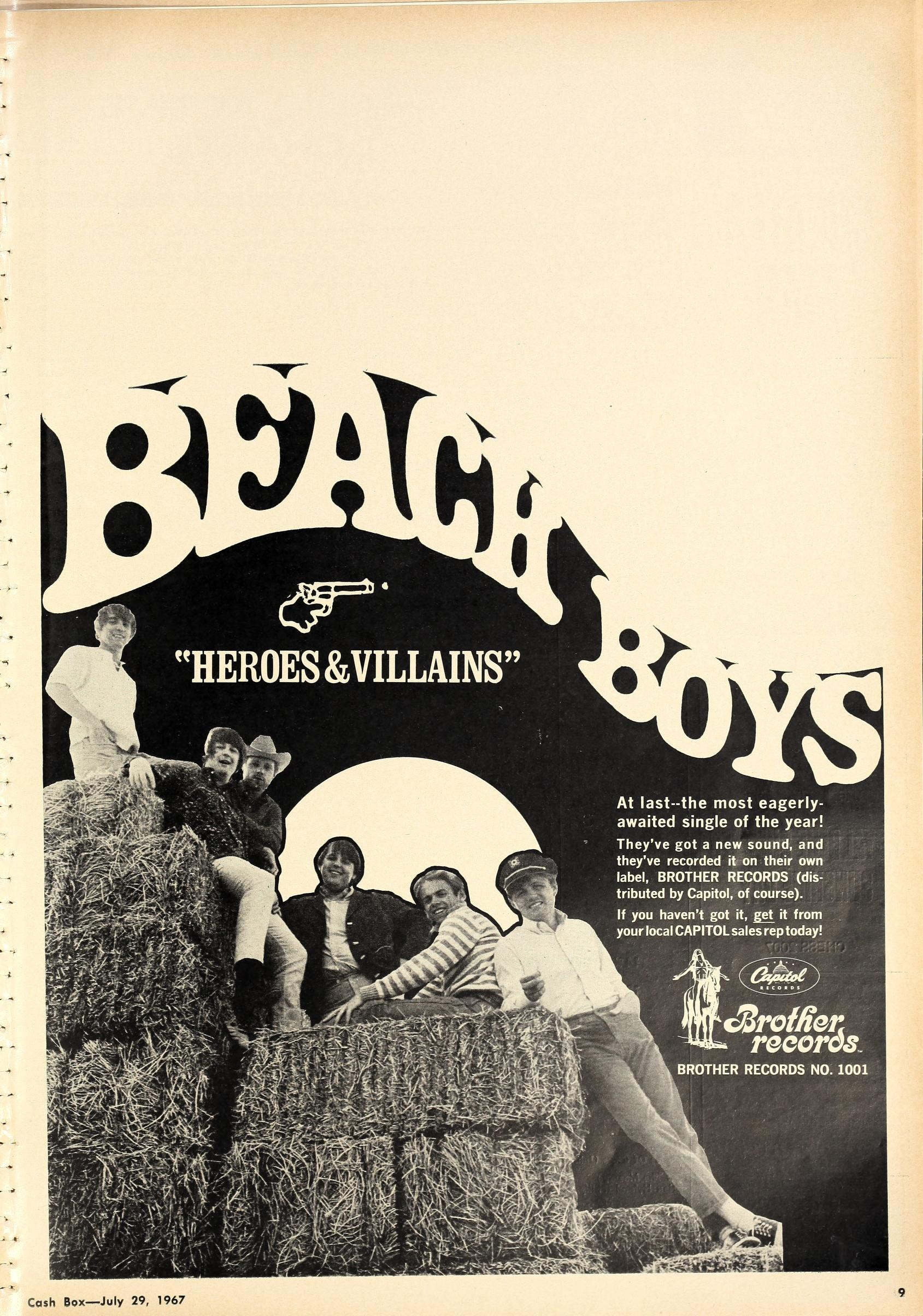
Pubblicità per il singolo Heroes and Villains, luglio 1967

Heroes and Villains è un pezzo semi-autobiografico, con riferimenti velati alle esperienze di vita di Parks e Wilson all'epoca della composizione, arrangiato come una fantasia western, e con uno dei testi più intriganti tra quelli scritti da Parks. Il brano è anche la chiave per capire l'intera struttura musicale dell'album, e come Good Vibrations, nacque dall'unione di svariati frammenti incisi separatamente, dando vita a una "sinfonia pop in miniatura". La complessità del metodo produttivo di Wilson può essere desunto dalla gran mole di materiale di prova per la canzone sopravvissuta fino a noi. Più di 60 tracce (principalmente sui primi due CD) presenti nella versione a 5 CD di The Smile Sessions sono scarti di sessioni per Heroes and Villains.
Il considerevole lasso di tempo che Wilson dedicò al brano, è indicativo della sua importanza, sia come programmato nuovo singolo della band che come parte integrante di SMiLE. Le sessioni in studio per perfezionare la canzone proseguirono per più di un anno, dal maggio 1966 al luglio 1967, e Wilson registrò dozzine di take di ogni sezione del brano e vari mixaggi differenti continuando a sperimentare senza trovare ciò che voleva.
Molte delle tracce di Smile, incluse Do You Like Worms?, I'm In Great Shape, Vega-Tables, e My Only Sunshine furono originariamente considerate come sezioni di Heroes and Villains. Stralci di dialoghi provenienti dalle sessioni per Our Prayer suggeriscono che anche questa canzone fosse all'inizio intesa come da includersi in Heroes and Villains.
La versione di Heroes and Villains che uscì come singolo nel luglio 1967 e che venne successivamente inclusa in Smiley Smile è una versione accorciata, ri-arrangiata e ri-registrata rispetto a quella che sarebbe dovuta finire su Smile.
Nel 1990, la Capitol Records, in occasione della ristampa in formato CD di Smiley Smile e Wild Honey, ha inserito come traccia bonus la prima delle due parti della Heroes and Villains originale che, secondo il tecnico Chuck Britz, avrebbero dovuto comporre il pezzo definitivo e sarebbero dovute uscire come 45 giri. La seconda sezione del brano è invece facilmente reperibile in vari bootleg.

#### Wind Chimes
Composta da Wilson e Parks, Wind Chimes era un brano strutturato in forma AAB. La sezione "A" completa vedeva Carl Wilson alla voce solista, mentre cantava sopra uno sfondo ritmico di marimba, percussioni, e contrabbasso. Come per molti altri brani dell'epoca, Brian Wilson sperimentò in studio diversi arrangiamenti per Wind Chimes. Le take 1-3 e 8-9 della sezione A posseggono un arrangiamento alternativo che sostituisce la marimba nel tappeto percussivo in sottofondo con vari strumenti a tastiera (possibilmente celesta, organo, piano e/o clavicembalo). Di tale sezione, esiste anche un nastro demo preliminare con una traccia vocale ad opera di Brian Wilson.
La sezione B consiste di variazioni sulla linea di basso della sezione A, dapprima cantata dalla band all'unisono sulla traccia base, e poi, ripetuta più lentamente, da tre pianoforti. I nastri della sessione rivelano che (come durante le sedute in studio per Pet Sounds) nonostante Brian fosse di solito molto preciso nelle sue richieste come produttore, egli era anche molto attento e ricettivo alle improvvisazioni e persino agli "errori apparenti" fatti dai musicisti di studio. Durante una prova della traccia base della sezione "B" (inclusa nel bootleg Unsurpassed Masters Vol. 17) uno dei tastieristi suona accidentalmente una scala di cinque semitoni, invece del riff centrale a 3 semitoni. Wilson immediatamente fermò il nastro, dichiarando entusiasticamente "che quello era stato un ottimo errore!", per poi istruire i musicisti di incorporare l'errore fortuito nella prossima take.
Il brano venne registrato nel corso di tre sessioni. Il 3 agosto 1966 ai Gold Star Studios, Brian Wilson produsse la traccia base strumentale. Due mesi dopo, il 5 ottobre, reincise la base utilizzando una band più ristretta, e i Beach Boys registrarono le tracce vocali il 10 ottobre. Le sessioni di ottobre ebbero luogo agli Western Studios.
Nel luglio 1967, con il progetto dell'album ormai naufragato, la linea di basso della versione di Smile di Wind Chimes fu rielaborata in un'altra canzone, Can't Wait Too Long.

#### Cabin Essence
Brian Wilson dichiarò che lui e Van Dyke Parks scrissero la canzone insieme a Heroes and Villains, Wonderful e Surf's Up, in una gigantesca vasca riempita di sabbia con un pianoforte all'interno che Wilson aveva fatto installare nel suo soggiorno. Cabinessence fu una delle tracce di Smile con un testo criptico che gli altri membri della band non approvavano, essendo, secondo loro, troppo surreale e pieno di giochi di parole, e soprattutto non adatto al loro pubblico.
Una seduta di registrazione in studio per le sovraincisioni vocali alla sezione The Grand Coulee Dam tenutasi il 6 dicembre 1966 fu notoriamente la goccia che fece traboccare il vaso e scatenò l'insorgere delle tensioni all'interno della band. Quando Brian chiese a Mike Love di cantare il testo della canzone, perplesso, Love domandò a Wilson di chiamare l'autore delle parole del testo Parks cosicché gli spiegasse il significato di strofe quali: «Over and over, the crow cries, uncover the cornfield. Over and over, the thresher and hovers, the wheatfield» ("Ancora e ancora, il corvo piange, scopre il campo di grano. Ancora e ancora, la trebbiatrice e il cielo, il campo di grano"). Wilson acconsentì, e chiese a Parks se poteva venire in studio. Al suo arrivo, Love interrogò in maniera aggressiva Van Dyke Parks. Incapace di fornire a Mike Love una risposta che lo soddisfacesse e non volendo essere trascinato in una discussione sulla qualità del suo lavoro, Parks rispose semplicemente che non aveva idea di cosa significasse il testo da lui scritto. Di conseguenza, Parks abbandonò la sessione sentendosi come "un intruso in una lite in famiglia" con radici e motivazioni che non avevano nulla a che fare con lui, e alla fine della primavera del 1967 avrebbe definitivamente abbandonato il progetto. Alcuni esperti del settore considerano che sia stato questo l'episodio principalmente responsabile della cancellazione di Smile.

#### Wonderful
Il titolo della canzone deriva da un nomignolo affettuoso con il quale Brian Wilson era solito chiamare la moglie Marilyn. È l'unica traccia di Smile che fa riferimento a Dio citandolo espressamente. Il coautore Van Dyke Parks disse:
Lo storico musicale Mark Dillon interpreta il testo della canzone come la storia di una ragazza devota al Signore e ai suoi genitori che viene gettata nello scompiglio emotivo dopo aver incontrato un ragazzo. Il biografo Andrew Hickey in maniera simile descrive il pezzo essere la storia di una giovane ragazza che esce definitivamente dall'adolescenza attraverso la perdita della propria verginità. Egli descrisse la versione originale di Wonderful una registrazione di "musica da camera proto-psichedelica".

#### Surf's Up
Il brano cardine di Smile, Surf's Up, fu scritto in una sola notte ed era già stato quasi completamente ultimato nel novembre 1966, quando Brian Wilson venne filmato mentre eseguiva la canzone al pianoforte per lo special televisivo della CBS sulla musica pop intitolato Inside Pop: The Rock Revolution, presentato da Leonard Bernstein e David Oppenheim, ed andato in onda negli Stati Uniti il 26 aprile 1967. Surf's Up venne presentata nella porzione dello show condotta da Oppenheim.
Una traccia base completa per la prima sezione del brano (2:20) venne registrata e mixata nel novembre 1966, ma la traccia vocale definitiva e le altre sovraincisioni dovevano ancora essere aggiunte, e il lavoro sulla sezione mediana del brano e le varie rifiniture non furono mai portate a termine. Si noti come il suono di tromba trattata che si sente in Surf's Up sia praticamente identico al ritornello "a risata" della sigla di Woody Woodpecker. Questo riferimento musicale ricorre nel pezzo strumentale Fall Breaks And Back To Winter sull'album Smiley Smile (che venne infatti sottotitolato W. Woodpecker Symphony).
Una versione allungata e parzialmente completa di Surf's Up venne comunque messa insieme da Carl Wilson, e pubblicata sull'album omonimo dei Beach Boys del 1971. La traccia del 1971 venne creata unendo insieme due principali tracce di base; Carl e la band registrarono nuove tracce vocali sopra le parti originali del 1966, montate poi insieme con il demo del 1966 di Brian che esegue la canzone al piano in solitaria, con nuove tracce vocali di gruppo e sovraincisioni strumentali nella sezione finale.

#### Vega-Tables

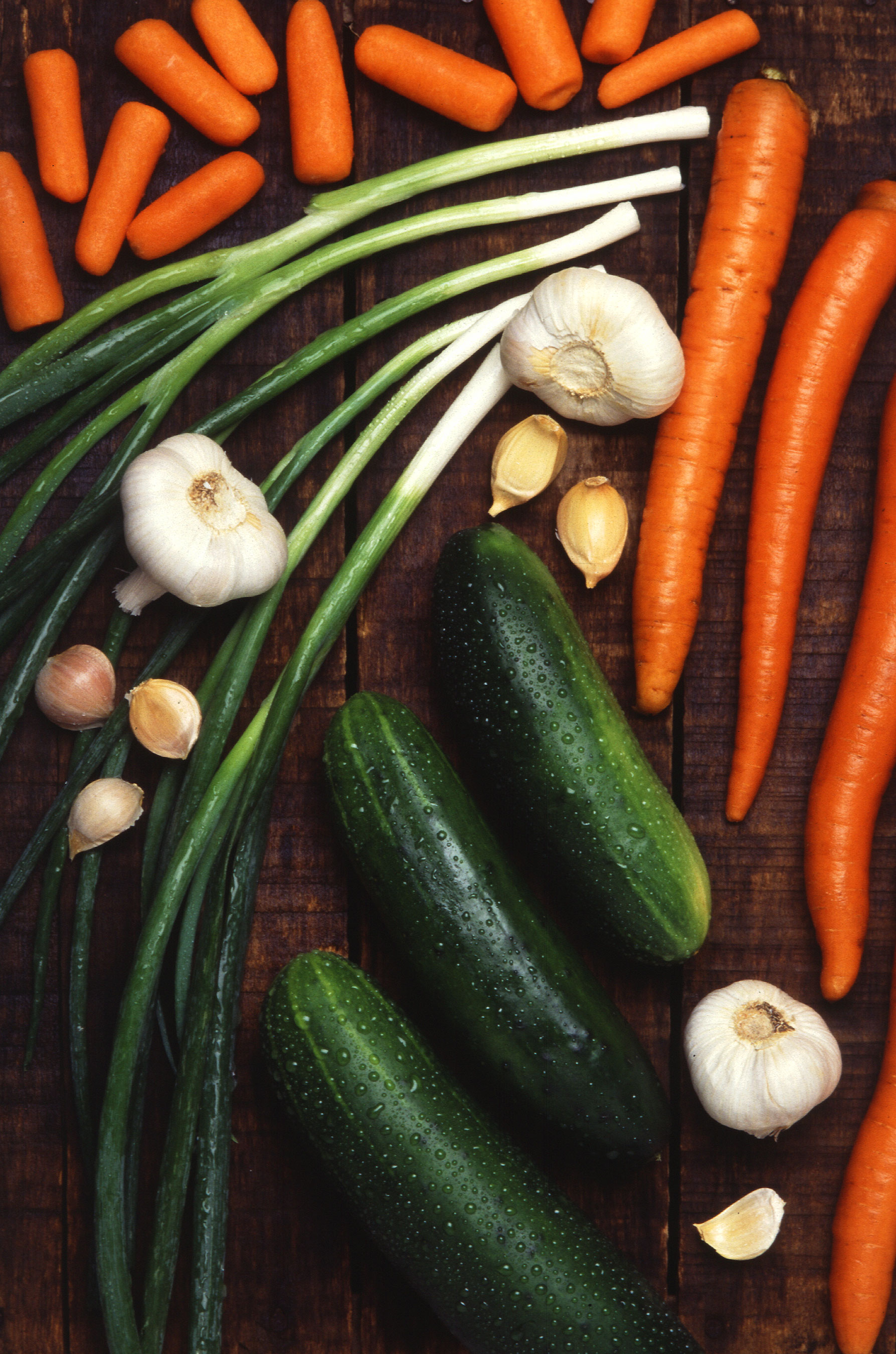
Vari tipi di "vegetables"

Indicata durante le sessioni di Smile con il titolo Vega-Tables, la canzone, una bizzarra ode alle verdure, che venne poi inserita in Smiley Smile in versione alquanto ridimensionata e semplificata, possiede uno dei testi più surreali e deliranti (opera della penna di Van Dyke Parks) dell'intero album. In Smile il brano avrebbe dovuto inglobare nella sezione mediana anche il frammento musicale noto come Mama Says pubblicato in seguito su Wild Honey, il successivo album del gruppo. Ulteriore motivo di interesse posseduto dal brano è la presenza dell'ospite d'eccezione Paul McCartney (all'epoca alle prese con la registrazione di Sgt. Pepper's Lonely Hearts Club Band con i Beatles) impegnato a masticare rumorosamente gambi di sedano e carote insieme a Brian Wilson per fornire l'accompagnamento ritmico al brano. Come raccontò Al Jardine: «La notte prima di un grosso tour, andai in studio per registrare una traccia vocale [per Vegetables] quando, con mio grande stupore, vi trovai Paul McCartney che lavorava alla console con Brian. E, per breve tempo, i due più influenti gemelli musicali del mondo ebbero l'opportunità di collaborare insieme. Mi ricordo le lunghe attese tra una take e l'altra, e tra strofa e strofa. Brian sembrava stesse perdendo il controllo della situazione. Allora Paul ci parlò dall'interfono e disse qualcosa del tipo: "buona take, Al"».

#### The Elements: Fire
Si tratta di un brano particolarmente atipico per lo stile dei Beach Boys. Pur contenendo nella parte iniziale effetti sonori vari come il suono simulato della sirena di un automezzo dei pompieri, The Elements: Fire sfocia ben presto in un turbinoso e pesante strumentale sorretto da archi, percussioni minacciose e giri di basso orientati verso l'hard rock piuttosto che all'abituale pop rock della band. A proposito della composizione, Brian Wilson dichiarò: «Gli accordi erano bizzarri, malati, non i soliti otto. Diressi una mini orchestra nel corso di ben 24 take prima di essere soddisfatto. Ma ancora, durante ogni versione, pensavo: Oh Dio, sono matto ad aver scritto una roba del genere. La cosa più strana era il crash e il crepitio degli strumenti fumanti percossi fino all'inverosimile. Ascoltando il playback, cominciai a sentirmi snervato da questa musica, strana e inquietante. Mi piaceva la musica. Ma mi spaventava». Secondo Brian: «Essa creò un quadro inquietante che rispecchiava le urla che mi avevano riempito la testa e tormentato il sonno per anni».
Durante la seduta di registrazione in studio, svoltasi ai Gold Star Studios il 28 novembre, regnò una totale anarchia, Brian pretese che i musicisti e i tecnici in studio indossassero tutti degli elmetti da pompiere (lui compreso), e poi divenne sempre più paranoico:
(Brian Wilson)
Inizialmente progettata come parte di una suite ispirata ai quattro elementi naturali: acqua, fuoco, terra, aria, tuttavia solo Fire venne incisa, e il brano vide la luce soltanto nel 2004, quando, registrato nuovamente e intitolato Mrs. O'Leary's Cow, venne incluso nell'album solista di Wilson intitolato Brian Wilson Presents Smile.
Nel 2011 The Elements: Fire è stata infine pubblicata nella sua forma originale ancorché incompleta nel cofanetto The Smile Sessions, box set antologico che ricostruisce filologicamente l'album originale.

#### Altri brani
Do You Like Worms? (trad. "Ti piacciono i vermi?") esplora i temi della ricolonizzazione americana, e nonostante il bizzarro titolo nel testo non si fa mai riferimento ai vermi. Parks attribuì ambiguamente l'origine del titolo a Wilson, Mike Love o a un tecnico di studio. La sua melodia alla tastiera venne riproposta per Heroes and Villains dopo il gennaio 1967, e la traccia fu ribattezzata Roll Plymouth Rock nel 2003.
Our Prayer, un inno corale a cappella pensato come brano di apertura dell'album, fu descritto da Lambert come "una summa di ogni tecnica di armonia cromatica che [Wilson] avesse mai sentito o immaginato". I nastri della sessione catturano Wilson mentre designa l'introduzione dell'album, respingendo il suggerimento di Al Jardine di trattarlo come una traccia a sé stante. Rimane l'unica traccia con un posizionamento confermato sull'album progettato.
Child Is Father of the Man fonde tastiere, tromba, cori e riverberanti droni di chitarra. Parks disse che il titolo, preso in prestito da My Heart Leaps Up di William Wordsworth, rifletteva l'aspirazione di Wilson di ridefinire la sua identità oltre la giovinezza.
I Wanna Be Around, una reinterpretazione dello standard di Sadie Vimmerstedt e Johnny Mercer, fu registrata dopo le sessioni di Fire insieme al programmato pezzo seguente Friday Night. Durante la sessione, Wilson diresse i musicisti per simulare i suoni di gente che costruisce qualcosa (segatura, foratura) utilizzando degli strumenti, in una registrazione nota come Workshop, Woodshop o The Woodshop Song. In seguito descrisse la seduta come un mix di umorismo e cose serie. Secondo Priore, la concettualizzazione del brano e dei suoi rumori da parte di Wilson simboleggiava una "ricostruzione dopo l'incendio", il che suggerisce che il brano potrebbe essere stato inserito in sequenza dopo Fire.
I Ran (alternativamente intitolato Look) condivide elementi melodici con Good Vibrations e include contrabbasso, vibrafoni, ottoni e tastiere. Le tracce vocali dei membri del gruppo incise nell'ottobre 1966 sono andate perdute, e quindi il pezzo esiste solo come brano strumentale nella sua forma originaria. Successivamente Parks rielaborò il brano come Song for Children nel 2003. He Gives Speeches era un frammento minore che, secondo Lambert, serviva come variazione tematica sul materiale recente di Wilson, progettato per interconnettere le tracce attraverso "riferimenti incrociati" per l'album concettuale in via di sviluppo. Fu trasformata in She's Goin' Bald nel luglio 1967. You're Welcome è un canto vocale intriso di riverbero. Love to Say Dada, secondo Preiss, faceva parte della sezione a tema acquatico di The Elements e fu "brevemente presa in considerazione" per un abbinamento con Surf's Up. Intitolato alternativamente All Day, il brano evolse in Cool, Cool Water nella metà del 1967 e fu ribattezzato In Blue Hawaii nel 2003 con un nuovo testo scritto da Parks.
Lo strumentale Holidays a volte veniva erroneamente etichettato sui bootleg come Tones o Tune X. Fu rinominato On a Holiday nel 2003, con un nuovo testo. All'inizio del 1967, Carl e Dennis Wilson registrarono individualmente le loro I Don't Know (Dennis, 12 gennaio) e Tune X (poi Tones) di Carl, il 3 e 31 marzo. Badman si è ipotizzato che queste registrazioni potessero essere state concepite per trasformare Smile in un lavoro di gruppo piuttosto che in un progetto solista di Brian o semplicemente per consentire a Carl e Dennis di mettere alla prova le loro capacità produttive.

#### Presunta scaletta dei brani (Capitol ST-2580)
La seguente scaletta dei brani programmati per Smile è basata sulla nota scritta consegnata alla Capitol Records nel dicembre 1966. La lista dei brani venne data alla Capitol per consentire loro lo stampaggio dei titoli delle canzoni sul retro di copertina dell'album; tuttavia, la copertina originale (Capitol ST-2580) recava la dicitura "see record label for running order" ("consultare l'etichetta per il corretto ordine di esecuzione dei brani").
Si tratta di una lista ipotetica e non definitiva, in quanto secondo quanto dichiarato in diverse interviste dallo stesso Brian Wilson, la scaletta definitiva dei brani per Smile non venne decisa fino all'uscita della sua personale versione del 2004.
- Do You Like Worms?
- Wind Chimes
- Heroes and Villains
- Surf's Up
- Good Vibrations
- Cabin Essence
- Wonderful
- I'm in Great Shape
- Child Is Father of the Man
- The Elements
- Vega-Tables
- The Old Master Painter

Di queste tracce, Good Vibrations venne completata da Brian Wilson prima dell'inizio delle sessioni per Smile e pubblicata come singolo in ottobre. Tutte le altre canzoni non furono compiutamente terminate e esistono solo in forma incompleta o appena abbozzata (anche se versioni ri-registrate di Heroes and Villains, Cabin Essence, Wonderful, Vega-Tables e Surf's Up furono tutte pubblicate dai Beach Boys negli anni seguenti). The Elements doveva essere una presunta "suite" a tema sui quattro elementi naturali principali: aria, fuoco, terra, e acqua. Tuttavia, solo la prima parte della suite, quella dedicata al fuoco, è confermato che esista e sia stata registrata. Versioni bootleg della composizione indicano il brano anche con il titolo Mrs O'Leary's Cow. Si è spesso speculato che altri brani provati durante le sessioni per Smile (come Cool, Cool Water e Wind Chimes) potessero fare parte della Elements Suite, ma tale fatto non è supportato da fonti certe. I'm in Great Shape e The Old Master Painter esistono solo come brevi frammenti dai quali non è possibile determinare la loro struttura originaria. Quasi tutti i brani incisi durante le sessioni di Smile non hanno arrangiamenti vocali completi, testi e melodie definite.
Persino la durata, l'ordine dei brani e la struttura dell'LP rimangono oggetto di discussioni, principalmente perché Wilson incise all'epoca molta più musica di quanta sarebbe stata possibile farne entrare in un solo LP. La pubblicazione nel 2011 delle Smile Sessions ha provato che virtualmente tutte le componenti musicali utilizzate da Wilson per creare la sua versione di Smile del 2004 erano presenti in una forma o in un'altra nelle registrazioni originali del 1967, ma il possibile ordine delle tracce e gli arrangiamenti di diversi brani, rimangono una questione aperta.
Date le limitazioni tecniche del formato LP nel 1967 e l'enorme quantità di materiale che venne registrato, una delle domande più ricorrenti è quale sarebbe dovuta essere la durata effettiva dell'album. Le note interne incluse nel cofanetto The Smile Sessions e recenti interviste con il responsabile del progetto Mark Linnett indicano che, all'epoca, l'album avrebbe dovuto essere pubblicato su singolo LP. Anche se nel 1967 fosse stato possibile raggiungere una capienza su vinile simile a quella della versione in CD del 2004 (circa 46 minuti), è molto più probabile che l'album fosse stato ideato per avere una durata a metà tra quella di Pet Sounds (36 minuti) e quella di Sgt. Pepper's Lonely Hearts Club Band dei Beatles (40 minuti). Nondimeno, nonostante le limitazioni tecniche dell'epoca, se fosse stato completato nel 1967, Wilson avrebbe voluto che Smile avesse una durata simile alla versione del 2004. È risaputo che Brian cercò di opporsi al fatto che Good Vibrations venisse inclusa nell'album, perché era stata già pubblicata come singolo in precedenza, quindi, se si sottrae la durata della canzone (3'39") dalla versione 2004 di Smile, si arriva a una durata di circa 42 minuti totali. Con qualche "ritocco" alla durata delle canzoni e alle sezioni di collegamento, sarebbe stato possibile creare una versione di Smile della durata di 35-40 minuti, e così pubblicarlo nel 1967.

### "Psycodelic Sounds" e altre registrazioni
Compilate sotto il titolo di "Psycodelic Sounds" ("suoni psicodelici"), Wilson condusse numerose sessioni incentrate sul catturare situazioni "comiche". Ciò produsse ore di registrazioni con i suoi amici mentre cantavano, giocavano, inscenavano finte discussioni o erano impegnati in conversazioni informali, descritte da Carlin come "proprio come ai vecchi tempi con il suo registratore Wollensak, solo molto, molto più strane." I suoi compagni di band erano assenti da queste sessioni.
Una raccolta di nastri con titoli come Basketball, Chewing Terry's, Kid at Fairfax, Tea Pot e Water Hose furono incisi il 4 ottobre 1966. Registrazioni tratte dagli esperimenti "Psycodelic Sounds" includevano effetti sonori come respirazione esagerata, gemiti e risate, e pronunciati effetti di eco. Un segmento intitolato Bob Gordon's Real Trip presenta inizialmente una conversazione con un tassista di Chicago, che si trasforma bruscamente in una manipolazione audio surreale mentre la voce del conducente diventa pesantemente intrisa di riverbero.
Una registrazione di 24 minuti di durata, registrata il 18 ottobre, vide la partecipazione di Wilson, sua cognata Diane Rovell, Parks, Anderle, Vosse, Siegel e una donna di nome Dawn. Siegel avvia il gioco di società "Lifeboat", in cui i partecipanti interpretano dei sopravvissuti a un naufragio discutendo su chi sacrificare. Le tensioni aumentano, culminando con il lamento di Wilson: «Mi sento così depresso. [...] Sono troppo giù per sorridere». Un'altra sessione (4 novembre 1966) incluse Wilson, Parks, Hutton, Vosse e un partecipante di nome Bob ordinare da un furgone dei gelati psichedelico che suona una versione carillon simulata al pianoforte di Good Vibrations. Wilson diede il via a una routine comica nella quale cadeva su un pianoforte o un microfono, seguita da cori di gruppo con frasi come: "Dove sono le mie barbabietole e le mie carote?" e "Ho un grosso sacco di verdure", su un tappeto ritmico di bongo.
Parks rifletté in seguito sul fatto di ritirarsi da tali interazioni, percependole come "distruttive". Il 16 novembre, Wilson inscenò una discussione tra Vosse e il batterista di studio Hal Blaine, raffigurando Blaine arrabbiato per l'intrusione di Vosse nel suo giardino. La discussione si trasformò in una discussione sugli allineamenti planetari, che si concluse con Wilson stesso che fingeva di litigare con Blaine. Questa registrazione, a quanto pare, era destinata a essere inclusa nella traccia Vegetables. Wilson registrò inoltre una serie di "canzoni racconto" con il fotografo Jasper Daily: Teeter Totter Love, Crack the Whip e When I Get Mad I Just Play My Drums. Mike Love definì Teeter Totter Love "semplice ma toccante." Gaines afferma che queste incisioni erano destinate a soddisfare il concetto separato di "album umoristico" di Wilson; la raccolta fu successivamente offerta alla A&M Records ma fu rifiutata. Vosse ricordò che quando Wilson presentò Crack the Whip al capo della A&M Chuck Kaye, egli apparve visibilmente allarmato dalla sua qualità: «Si poteva vedere il panico sul volto di [Kaye] quando sentì quanto fosse orribile. Aveva quell'espressione del tipo: Che cazzo faccio adesso?».
Nel 2011 alcune di queste registrazioni sono state incluse nel cofanetto antologico The Smile Sessions.

### Copertina
Nel 1966 il giovane illustratore Frank Holmes, appena uscito dalla scuola d'arte, venne incaricato dalla Capitol Records di creare l'artwork per il nuovo album di prossima uscita dei Beach Boys, quello che avrebbe dovuto essere il successore di Pet Sounds. Holmes ideò un'illustrazione a colori disegnata volutamente in stile infantile che ritraeva l'ingresso di un negozietto corredato di numerosi oggetti con labbra e bocche sorridenti e una scritta con la parola "Smile". Ai tempi, Holmes non si sarebbe mai immaginato di essersi occupato della creazione della copertina del più celebre "album perduto" della storia del rock. Holmes ebbe l'opportunità di eseguire il lavoro grazie alla raccomandazione del suo vecchio amico Van Dyke Parks, che stava proprio allora collaborando con Brian Wilson alla realizzazione dell'album.
Anche se poi il progetto dell'album fallì, la Capitol assegnò un numero di catalogo al disco (Capitol ST-2580) e stampò circa 500 000 copie preliminari della copertina opera di Holmes, che ben presto iniziarono a circolare in via non ufficiale, come anche le riproduzioni del booklet interno, per il quale Holmes aveva prodotto illustrazioni per sette dei brani sull'album. Secondo quanto dichiarato dallo stesso autore: «Stamparono 500 000 copie della copertina e del libretto interno. Poi le rinchiusero in un magazzino. Quando l'uscita dell'album venne cancellata, distrussero le copie. Mi informarono però che circa 6 copertine e 6 booklet si salvarono, e quindi dovrebbero esistere tuttora». Nel novembre 2011, a più di quarant'anni dalla sua ideazione, la copertina disegnata da Holmes per SMiLE, è stata infine utilizzata per l'uscita del cofanetto The Smile Sessions.

### Abuso di droghe, stato mentale e perfezionismo di Wilson
Il perfezionismo senza compromessi di Brian Wilson, che potrebbe essere stato intensificato dal suo uso di droghe, fu un problema importante che contribuì al fallimento del progetto. In una sessione di Smile, le ripetute richieste di Wilson di ripetere la registrazione spinsero un suonatore di fiati a commentare sarcasticamente: «Perfetto, solo un'altra». Alla fine di un'altra sessione, che si era protratta fino all'alba, un fonico chiese alla moglie di Wilson se credeva che sarebbe stato soddisfatto della registrazione finale, al che lei rispose: «No, quando tornerà a casa non sarà soddisfatto. Non è mai soddisfatto». In seguito a Wilson furono diagnosticati un disturbo bipolare e schizoaffettivo, sebbene la maggior parte dei presenti non avesse osservato segni di malattia mentale durante le prime sessioni di Smile.
Per preparare la scrittura e la registrazione dell'album, aveva acquistato marijuana e hashish per un valore di circa duemila dollari e fece costruire una tenda da hotboxing da 30.000 dollari nella sua ex sala da pranzo. Installò una vasca piena di sabbia sotto il pianoforte a coda nel suo studio e, dopo aver sviluppato un interesse per la salute e il fitness, sostituì i mobili del soggiorno con dei tappetini da palestra. Mike Love ricordò che "fu strano" quando a Wilson vennero rovesciate otto tonnellate di sabbia nel suo soggiorno per simulare la composizione in spiaggia, dato che "a Brian non piaceva la spiaggia". Vosse, parlando nel 2004, sosteneva che la tenda per coltivare la marijuana aveva generato entusiasmo piuttosto che segnalare una diffusa disapprovazione della condotta di Wilson. Aggiungendo che le eccentricità di Wilson erano paragonabili a quelle di molti altri nel mondo dello spettacolo, e i comportamenti in seguito considerati allarmanti non erano inizialmente preoccupanti. Anderle rifletté che Wilson non era l'unico a essere strano e che tutti quanti avevano una condotta insolita, mentre Taylor ricordò di aver lottato con i "capricci temporanei" di Wilson. Il musicista e produttore televisivo David Oppenheim, che visitò brevemente la casa alla fine del 1966, descrisse la dimora come "un recinto per persone irresponsabili" e "una strana casa isolata, isolata dal mondo dal denaro". La sabbiera rimase nella casa di Wilson fino all'aprile del 1967.
Carl ha ricordato che completare l'album avrebbe richiesto una considerevole "volontà e perseveranza per radunare tutti noi", dato che tutti "erano così carichi di erba e hashish tutto il tempo che non c'è da stupirsi che il progetto non sia stato portato a termine". Love ha ammesso il suo uso di marijuana e alcol durante le sessioni, ma ha sostenuto che il suo lavoro, insieme a quello di Dennis e Carl, non ne era stato influenzato. Dennis, che prese anche lui l'LSD, ricordò che il gruppo era diventato "molto paranoico" riguardo alla perdita del proprio pubblico, aggiungendo che mentre le droghe hanno influenzato significativamente la loro evoluzione, hanno anche alimentato la paura che il pubblico "non li avrebbe più capiti, musicalmente." Brian disse a un intervistatore nel 1976: «Eravamo troppo fatti, sai, per finire il disco. Eravamo fatti! Sai, fatti di hashish e roba del genere!» Jardine, che non prendeva droghe, ha paragonato la sua posizione a quella di "essere intrappolato in un manicomio", citando un incidente durante una sessione di Heroes and Villains quando Brian ordinò alla band di strisciare per lo studio ansimando come dei maiali.
Parks disse che non era interessato a usare sostanze psichedeliche, così come "qualsiasi cosa che avrebbe potuto rendere incapace" Wilson. Brian usava il "Desbutal", una combinazione di metedrina e barbiturici, più frequentemente dell'LSD. Anderle riferì in modo simile di non aver mai visto Wilson assumere sostanze psichedeliche, mentre Vosse suggerì che Wilson "potrebbe aver preso LSD una volta". Siegel in seguito attribuì i deliri paranoici di Wilson, il comportamento insolito e la diminuita fiducia artistica al suo abuso di Desbutal, spiegando che Wilson aveva sofferto di "psicosi da anfetamine classiche" e che, mentre alcuni aspetti della sua paranoia avevano un fondamento nella realtà, l'euforia indotta dall'anfetamina e il successivo "crollo" distorcevano la sua valutazione di se stesso e del suo lavoro.
Vosse sosteneva che, nonostante l'abbondanza di marijuana disponibile, Wilson "non era sempre fatto [...] in realtà, Brian aveva un lavoro da fare ed era un gran lavoratore". Mark Linett, dopo aver studiato i nastri delle sessioni, ha sottolineato la rapidità di sviluppo degli arrangiamenti in studio e il rapporto coeso di Wilson con i musicisti. Oppenheim era rimasto ugualmente colpito dal rapido flusso di lavoro di Wilson; tuttavia, Heiser scrive che questo flusso si estendeva in definitiva a un "desiderio compulsivo di vedere ogni suo capriccio soddisfatto, anche fuori dallo studio, indipendentemente dall'ora del giorno o dall'impraticabilità delle sue idee".
Durante una sessione per Vega-Tables in aprile, Paul McCartney, che era stato con Derek Taylor a Los Angeles, fece ascoltare in anteprima a Wilson la sua canzone She's Leaving Home. Poco tempo dopo, Wilson venne a conoscenza di voci secondo le quali Taylor aveva condiviso i nastri di Smile con i Beatles. Parks raccontò che l'atteggiamento di Wilson era cambiato "completamente", affermando egli di essersi sentito come "violentato" e di essere diventato sempre più sospettoso della lealtà della sua squadra.
Alla metà del 1967, Wilson e sua moglie si trasferirono da Beverly Hills a Bel Air; secondo Badman, Wilson lo fece per prendere le distanze dal suo entourage. Marilyn Wilson aggiunse alcune misure di sicurezza, 
inclusi un muro di cinta di mattoni intorno alla villa e un cancello elettrico, mentre Brian cominciò a costruirsi il proprio studio di registrazione casalingo. In aprile, gran parte della sua cerchia ristretta, inclusi Parks e Siegel, se n'erano andati. Vosse attribuì l'esclusione di Siegel all'infondato sospetto di Wilson che la ragazza di Siegel stesse sabotando il suo lavoro con dei poteri telepatici. Siegel riconobbe: «Wilson non si fidava più [di nessuno], [ma] con alcuni di loro aveva delle buone ragioni». Vosse fu licenziato a marzo dopo che i membri della band si erano opposti al finanziamento del suo ruolo di assistente esclusivo di Wilson.

### Fallimento del progetto
(Brian Wilson)
Brian Wilson iniziò ad avere seri problemi con Smile circa a fine novembre 1966; alcuni di questi imputabili al suo fragile equilibrio psichico (che proprio allora stava iniziando a dare forti segnali di depressione e paranoia), altri da ascriversi alla crescente opposizione al progetto da parte degli altri membri del gruppo.

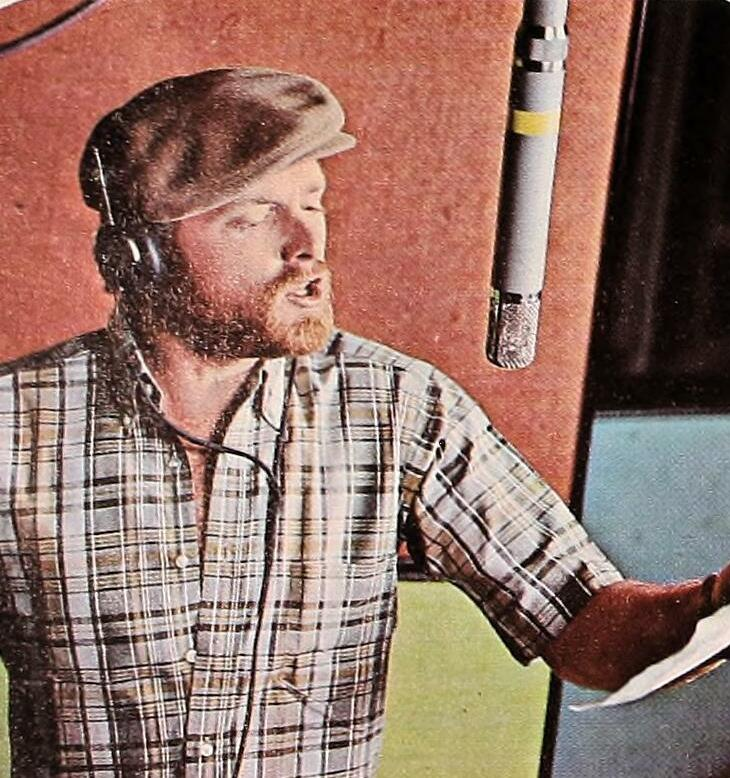
Mike Love è stato spesso accusato del fallimento dell'album, una convinzione che lui e alcuni commentatori hanno contestato.

Si racconta che, durante la seduta di registrazione in studio per la sezione Fire della Elements Suite (una composizione ispirata ai quattro elementi naturali: acqua, fuoco, terra, aria), svoltasi ai Gold Star Studios il 28 novembre, Brian divenne sempre più irrazionalmente preoccupato dal fatto che la musica da loro incisa potesse essere responsabile dello scoppio di numerosi incendi nelle vicinanze dello studio.
Per molti anni, si vociferò che Wilson avesse cercato di bruciare i nastri della sessione, ma questa sembra un'ipotesi a cui non dare credito, anche se è pur vero che egli abbandonò completamente la lavorazione di Fire. Nessuna altra registrazione all'infuori dell'introduzione dell'originale Fire è mai stata pubblicata, ufficialmente o su bootleg. Inoltre è stato fatto notare, che Parks abbandonò deliberatamente la sessione (durante la quale Wilson pretese che i musicisti e i tecnici in studio indossassero degli elmetti da pompiere), e che in seguito descrisse lo stato mentale di Wilson come in "regressione infantile".
Durante la fine del 1966 e l'inizio del 1967, i deliri paranoici di Wilson e il suo comportamento sempre più irregolare cominciarono a preoccupare coloro che lo circondavano. In un episodio Anderle dipinse segretamente il ritratto di Wilson; dopo averlo visto, Wilson credette che gli avesse letteralmente catturato l'anima, alterando irreparabilmente il loro rapporto di amicizia. Dopo aver partecipato ad una proiezione del film Operazione diabolica, Wilson si convinse che il film contenesse messaggi in codice di Phil Spector e del regista John Frankenheimer, parte di una presunta cospirazione ebraica contro di lui. Gaines racconta che Anderle, lui stesso ebreo, "era così offeso da non riuscire a parlare". [...] "Gli ci vollero parecchi giorni per riuscire a perdonare Brian." La paranoia di Wilson si trasformò in una sorveglianza reciproca tra lui e suo padre Murry, descritta da Taylor come un ciclo di "follia totale".
In aggiunta ai presunti problemi mentali di Brian, alle pressioni lavorative da parte della famiglia a cui veniva sottoposto, ci furono altri significativi problemi legali concernenti i Beach Boys durante la travagliata lavorazione di Smile. Carl Wilson ricevette la chiamata di leva per entrare nell'esercito, alla quale si oppose dichiarandosi obiettore di coscienza, ed iniziarono le dispute contrattuali con la Capitol per il pagamento dei diritti d'autore. Inoltre, il gruppo stava cercando di far cessare il rapporto contrattuale lavorativo che li legava alla Capitol, un retaggio del management di Murry Wilson, per creare la loro propria etichetta personale, la Brother Records.
Nel 1967, lo stato mentale di Brian peggiorò sempre più, ed egli incrementò l'uso di sostanze stupefacenti, anche se secondo quanto affermato da amici e musicisti che lavorarono con lui all'epoca, in studio di registrazione continuava a mantenere una certa lucidità ed una professionalità ammirevole.
A posteriori, la ragione principale per la quale il progetto di Smile venne prima posticipato diverse volte, e poi accantonato definitivamente, furono i contrasti con gli altri membri del gruppo, e in particolare l'insofferenza crescente di Mike Love verso l'accoppiata artistica Wilson/Parks.
Love affermò in seguito che era sospettoso circa il giro delle nuove amicizie di Brian, perché considerava tali persone degli approfittatori, che stavano rovinando Wilson procurandogli le droghe pesanti. Inoltre Love negò il fatto che a lui non piacesse il nuovo stile musicale del gruppo inaugurato da Pet Sounds, dicendo che di Smile amava la musica e che solo i testi non gli piacevano troppo. Tuttavia, ciò è fortemente smentito da numerosi altri partecipanti alle sessioni dell'epoca, in primis Van Dyke Parks. Rispondendo a quanto dichiarato da Love, in una lettera all'editore della rivista musicale inglese Mojo, Parks fu molto critico verso le dichiarazioni di Love — che egli descrisse come "revisionismo puro e semplice" — e continuò ad imputare il fallimento del progetto originale di Smile all'ostilità di Love verso l'opera. Nel DVD che accompagnò la pubblicazione nel 2004 della sua versione di Smile, Brian Wilson stesso ammise che l'opposizione di Love fu una delle ragioni principali per la cancellazione dell'album, perché egli [Love] "lo odiava".
Il crescente conflitto tra i Beach Boys a causa di Smile raggiunse l'apice nel dicembre 1966. Nel corso della sessione del 6 dicembre dove si stava registrando il brano Cabin Essence, scoppiò una forte lite tra Van Dyke Parks e Mike Love circa il testo della canzone, e la situazione degenerò ulteriormente il 15 dicembre durante le sessioni di Surf's Up e Wonderful. Il gruppo venne filmato dalla CBS durante questa sessione, che, secondo quanto affermato da Jules Siegel, andò "veramente male". Più tardi lo stesso giorno, un amareggiato Wilson incise il suo ormai leggendario demo solitario al pianoforte del brano Surf's Up. Anche se ci furono altre sedute in studio per Smile (il 23 dicembre, il 9 gennaio, e il 23 gennaio), il grosso della lavorazione dell'album cessò dopo il 15 dicembre.
Altro evento significativo, citato nel documentario Beautiful Dreamer, fu l'ascolto da parte di Brian del nuovo singolo dei Beatles, la canzone Strawberry Fields Forever. Egli sentì la canzone in radio mentre era in macchina, e ne rimase talmente colpito da fermare l'auto per ascoltarla con attenzione; poi disse a Michael Vosse, che era in macchina con lui, che i Beatles "c'erano arrivati prima".
Dopo quest'episodio, Wilson continuò a lavorare incessantemente alla canzone Heroes and Villains. Per tutta la prima parte del 1967, la data di uscita dell'album venne continuamente rimandata perché Wilson non si decideva circa quali versioni delle canzoni fossero quelle definitive, continuando a sperimentare con diversi mixaggi e nastri demo, perdendosi sempre più negli arrangiamenti sempre più complessi dei brani e stracarichi di effetti sonori (per la traccia Vegetables aveva persino pensato di inciderla con in sottofondo lo sgranocchiamento di gambi di sedano e carote). All'inizio di marzo 1967, dopo essersi gradualmente distaccato dal gruppo e da Wilson stesso a causa dei vari litigi, frustrato dalla mancanza di progressi tangibili, Van Dyke Parks decise di abbandonare il progetto e se ne andò definitivamente.
Anche se la Capitol aveva ancora qualche speranza che Smile potesse essere pubblicato, il 6 maggio, a sole poche settimane dall'uscita del capolavoro dei Beatles Sgt. Pepper's Lonely Hearts Club Band, l'ufficio stampa dei Beach Boys annunciò ufficialmente alla stampa inglese che il progetto di Smile era stato definitivamente cancellato, e che l'album non sarebbe stato pubblicato.
Nei decenni successivi all'archiviazione di Smile, Wilson associò il progetto al fallimento professionale oltre che a un trauma personale. Liquidò le registrazioni come "concepite senza anima", "musica banale influenzata dalla droga" e "una brutta copia dei lavori di Phil Spector". Quando veniva interrogato su Smile, in genere si rifiutava di rispondere o usciva bruscamente dalle conversazioni, una riluttanza che persistette fino all'inizio degli anni 2000. Parks, in un'intervista del 1998, minimizzò il suo legame con Smile, definendolo "solo pochi mesi di lavoro che ho fatto come dipendente a contratto molti anni fa", e affermando che aveva un significato maggiore per i fan che per lui stesso. Secondo Carlin, Parks si sentì frustrato dal fatto che la sua carriera fosse rimasta oscurata da un progetto incompiuto del 1967 e che i successivi album dei Beach Boys non riconoscessero i suoi contributi alle canzoni, tra cui Wind Chimes e Wonderful, con un credito ufficiale di co-scrittura. In aggiunta Parks ha talvolta dichiarato di essere stato allontanato dal progetto per volere di Mike Love. Nel corso di un'intervista del 1974, egli aggiustò il tiro dicendo di essersi sia "dimesso", sia di essere stato "licenziato" dopo che Love e "i membri meno famosi" del gruppo decisero che i suoi testi erano "indecifrabili e superflui". Due anni dopo, quando fu intervistato per lo speciale televisivo The Beach Boys: It's OK! del 1976, indicò invece di essere stato lui a suggerire di scartare i suoi testi dopo che Love aveva avuto da ridire su una strofa in particolare. Infine, nel 2013 Parks disse di essersene andato via per fuggire dalle "buffonate" di Wilson e dalla "gelosia" di Love.
Secondo lo scrittore Clinton Heylin, altre fonti suggeriscono che fu Brian Wilson a cominciare a non essere più tanto soddisfatto dei testi di Parks, anche se Love "certamente" contribuì al suo cambiamento di opinione. Discutendo l'affermazione di essere stato lui a causare il collasso del progetto criticando Wilson, Love ribatté che Wilson, sotto l'influenza di droghe psicotiche, poteva effettivamente essere diventato troppo sensibile e permaloso all'epoca. Tuttavia, Love respinge l'assunto di doversi ritenere "responsabile" per la paranoia di suo cugino indotta dalle droghe, fattore molto sottovalutato ai tempi.

## Smiley Smile
Da contratto, i Beach Boys avevano comunque l'obbligo di consegnare un nuovo album completo alla Capitol Records, così venne approntato in tutta fretta un rimpiazzo dell'abortito Smile. Wilson si ritirò nella sua villa di Beverly Hills, e lì registrò la gran parte del materiale che finì sull'album intitolato Smiley Smile.
Pubblicato nel settembre 1967, il nuovo LP includeva versioni ri-registrate di brani chiave di Smile, incluso un missaggio alternativo di Heroes and Villains, e nuove versioni di Wonderful, Vege-tables e Wind Chimes, insieme a brani drasticamente riarrangiati come Mrs O'Leary's Cow (Fire) - reintitolata Fall Breaks and Back to Winter (Woody Woodpecker Symphony) - e diverse altre nuove tracce. L'album non venne ben accolto dalla critica che lo giudicò una delusione rispetto alle aspettative venitesi a creare dopo Pet Sounds, e dal pubblico statunitense che non lo comprò in massa rendendolo il disco meno venduto del loro catalogo in patria, mentre invece andò considerevolmente meglio in Gran Bretagna, dove raggiunse la posizione numero 9 in classifica.
Dopo l'uscita dell'album, Brian Wilson si ritirò gradualmente a vita sempre più appartata, alimentando le leggende circa i suoi crescenti problemi psichici.
Wilson passò la maggior parte dei seguenti tre anni nella sua camera da letto, dormendo, prendendo droghe e ingozzandosi di cibo. Molti dei suoi "nuovi" contributi ai dischi dei Beach Boys furono rimasugli di Smile, o brani che riflettevano il suo stato di depressione e il graduale distacco dal mondo reale ('Til I Die, sull'LP Surf's Up, e i brani presenti sull'EP Mount Vernon and Fairway (A Fairy Tale) del 1973).
Innumerevoli sono gli aneddoti delle stravaganze di Brian in questo periodo, si racconta che scoppiasse a piangere senza motivo davanti alla TV guardando il telefilm sul delfino "Flipper", che si cibasse esclusivamente di cocktail di gamberi e bistecche al sangue in quantità smodate, e che al solo sentire nominare Smile cadesse in depressione o in un ostinato mutismo.

## Leggenda postuma
Dopo quelli inclusi in Smiley Smile, altri due brani originariamente destinati a Smile, Our Prayer e Cabin Essence, ricomparvero in 20/20, un altro album dei Beach Boys degli anni seguenti. Poi, per qualche anno dell'opera "maledetta" di Brian Wilson non si seppe più nulla. Il passare dei decenni aumentò la mitologia intorno al "capolavoro perduto" dei Beach Boys, e il fantasma di Smile e delle sue promesse non mantenute venne alimentato inizialmente da giornalisti come Tom Nolan, Jules Siegel (il cui articolo sulla rivista Cheetah può a ragione essere considerato come il punto di partenza nella creazione del "mito Smile"), Paul Williams, e David Anderle. Il fascino inossidabile di Smile deriva principalmente dal fatto di non essere mai stato completato. Annunciato come un evento dalla stampa rock prima ancora di essere pubblicato, e poi abbandonato dopo un completo esaurimento nervoso da parte del suo ideatore Brian Wilson, il disco venne considerato uno dei misteri più intriganti del mondo della musica pop-rock. Cosa avrebbe contenuto? Che sonorità avrebbe avuto l'album se loro [i Beach Boys] avessero completato e rifinito il tutto? Che impatto ed influenza avrebbe avuto sulla controcultura degli anni sessanta se il disco fosse uscito nel '67? Sarebbe stato in grado di rivaleggiare in popolarità con il Sgt. Pepper's dei Beatles? Con l'avvento degli anni novanta, Smile era ormai considerato il più famoso album inedito nella storia della musica pop, ed era costantemente fatto oggetto di registrazioni bootleg preda dei collezionisti. Nel 1993, i fan ebbero l'opportunità di avere finalmente parzialmente accesso al materiale originale registrato per Smile, che venne inserito nel box set di 5 CD Good Vibrations: Thirty Years of The Beach Boys. Il secondo CD del cofanetto conteneva circa trenta minuti dell'originale Smile, incluse versioni inedite di Our Prayer, Wonderful, Cabin Essence, Wind Chimes, Do You Like Worms, Vege-Tables, I Love to Say Da-Da, una versione alternativa di Heroes and Villains, e il celebre nastro demo di Brian che suona al piano Surf's Up, che venne definito da Elvis Costello paragonabile alla scoperta di una registrazione originale di Mozart che esegue una sua composizione.

## Brian Wilson Presents Smile
Nel 2004, Brian Wilson & Van Dyke Parks rimisero mano al progetto di Smile portandolo a termine con l'ausilio dei musicisti della tour band di Wilson, ben 37 anni dopo l'idea originaria. Dapprima, la scaletta dei brani venne eseguita in una serie di concerti (debuttando il 20 febbraio 2004 alla Royal Festival Hall di Londra), successivamente venne pubblicato l'album Brian Wilson Presents Smile, nel settembre 2004. Il disco debuttò alla posizione numero 13 della classifica di Billboard 200, aggiudicandosi in seguito 3 nomination ai Grammy Awards, e vincendo il premio "Best Rock Instrumental Performance" per la canzone Mrs. O'Leary's Cow.

## Bootleg e ricostruzioni ipotetiche
Mentre i bootleg e le ricostruzioni da parte dei fan non sono una novità per la band, la pubblicazione di Brian Wilson Presents Smile nel 2004, anche se ben lungi dall'aver smorzato l'aura di leggenda che circonda l'opera originaria del '67 rimasta incompiuta, ha comunque fornito importanti indizi per una ricostruzione ipotetica della stessa, rendendo molto più semplice costruire un "corretto" bootleg dello Smile originale.

### The Smile Sessions
Il 3 febbraio 2011, Alan Jardine in una dichiarazione data al sito Examiner.com informò che la Capitol Records aveva pianificato di pubblicare finalmente la versione di Smile dei Beach Boys in occasione del cinquantesimo anniversario del gruppo: «Smile è il Santo Graal dei fan dei Beach Boys, quindi sarebbe bello renderlo disponibile». Jardine precisò anche che la band non aveva effettuato nessuna nuova registrazione o sovraincisioni sui nastri del 1966-67, e che il disco sarebbe uscito nella forma originale. Concluse aggiungendo che Brian Wilson aveva cambiato idea circa il pubblicare le vecchie registrazioni, dando infine il suo benestare. L'11 marzo la Capitol confermò quanto anticipato da Jardine, annunciando che l'album sarebbe stato pubblicato entro la fine dell'anno. Il 1º novembre Smile venne pubblicato in formato CD, vinile, e download digitale con il titolo The Smile Sessions e con tanto di copertina e artwork originale dell'epoca per l'LP mai uscito. Sono state messe in commercio diverse versioni: 1 CD standard, due LP standard, cofanetto in due CD, cofanetto in edizione limitata formato da 5 CD, due LP, 2 45 giri, e un booklet di 60 pagine. La versione cofanetto a 2 CD contiene anche una spilletta Smile, e un poster 15x20 con la celebre copertina ideata da Frank J. Holmes.

## Tracce

### Smile1967(tracce presunte)
Nonostante molti pensino che la lista delle tracce presentata in The Smile Sessions sia differente da quella che sarebbe stata pianificata originariamente nel 1967, è però presumibile affermare che essa sia la più completa e vicina possibile all'originale. Naturalmente, non sarà mai possibile sapere con certezza con quali brani Smile sarebbe stato effettivamente pubblicato nel 1967. Brian Wilson ha affermato che la scaletta precisa dei brani non era stata ancora definita nemmeno all'epoca.
- Tutti i brani sono opera di Brian Wilson e Van Dyke Parks, eccetto dove indicato

Lato 1
1. Our Prayer - 1:05
2. Gee (William Davis, Morris Levy) - 0:511
3. Heroes and Villains - 4:52
4. Do You Like Worms (Roll Plymouth Rock) - 3:35
5. I'm in Great Shape - 0:282
6. Barnyard - 0:48
7. My Only Sunshine (The Old Master Painter / You Are My Sunshine) (Haven Gillespie, Charles Mitchell) - 1:55
8. Cabin Essence - 3:30

Lato 2
1. Wonderful - 2:04
2. Look (Song for Children) - 2:31
3. Child Is Father of the Man - 2:10
4. Surf's Up - 4:12

Lato 3
1. I Wanna Be Around / Workshop (Johnny Mercer, Brian Wilson) - 1:23
2. Vega-Tables - 3:49
3. Holydays (Brian Wilson) - 2:32
4. Wind Chimes - 3:06
5. The Elements: Fire (Brian Wilson) - 2:35
6. Love to Say Dada (Brian Wilson) - 2:32
7. Good Vibrations (Mike Love, Brian Wilson) - 4:15

1. Parte di Our Prayer nelle precedenti versioni
2. Traccia 11 (dopo Surf's Up) nelle precedenti versioni

### The Smile Sessions(2xCD)

#### CD 1
Smile
1. Our Prayer – 1:06
2. Gee – 0:51
3. Heroes and Villains – 4:53
4. Do You Like Worms (Roll Plymouth Rock) – 3:36
5. I'm in Great Shape – 0:29
6. Barnyard – 0:48
7. My Only Sunshine (The Old Master Painter / You Are My Sunshine) – 1:57
8. Cabin Essence – 3:32
9. Wonderful – 2:04
10. Look (Song for Children) – 2:31
11. Child is Father of the Man – 2:14
12. Surf's Up – 4:12
13. I Wanna Be Around / Workshop – 1:23
14. Vega-Tables – 3:49
15. Holidays – 2:33
16. Wind Chimes – 3:06
17. The Elements: Fire (Mrs. O'Leary's Cow) – 2:35
18. Love to Say Dada – 2:32
19. Good Vibrations – 4:13

Bonus tracks
1. You're Welcome – 1:08
2. Heroes and Villains (Stereo Mix) – 4:53
3. Heroes and Villains Sections (Stereo Mix) – 7:16
4. Vega-Tables Demo – 1:46
5. He Gives Speeches – 1:14
6. Smile Backing Vocals Montage – 8:30
7. Surf's Up 1967 (Solo Version) – 4:09
8. Psycodelic Sounds: Brian Falls into a Piano – 1:30
9. Smile Retail Promo Advertisement (hidden track) - 1:02

#### CD 2
1. Our Prayer 'Dialog' (9/19/66) – 3:02
2. Heroes and Villains: Part 1 – 3:08
3. Heroes and Villains: Part 2 – 4:18
4. Heroes and Villains: Children Were Raised (1/27/67) – 2:07
5. Heroes and Villains: Prelude to Fade (2/15/67) – 3:42
6. My Only Sunshine (11/14/66) – 6:52
7. Cabin Essence (10/3/66) – 5:19
8. Surf's Up: 1st Movement (11/4/66) – 4:55
9. Surf's Up: Piano Demo (12/15/66) – 3:53
10. Vega-Tables: Fade (4/12/67) – 5:25
11. The Elements: Fire session (11/28/66) – 8:27
12. Cool, Cool Water (Version 2) (10/26/67–10/29/67) – 3:32
13. Good Vibrations Session Highlights – 8:20

### The Smile Sessions(2xLP)

#### LP 1
Lato 1
1. Our Prayer
2. Gee
3. Heroes and Villains
4. Do You Like Worms (Roll Plymouth Rock)
5. I'm in Great Shape
6. Barnyard
7. My Only Sunshine (The Old Master Painter / You Are My Sunshine)
8. Cabin Essence

Lato 2
1. Wonderful
2. Look (Song for Children)
3. Child is Father of the Man
4. Surf's Up

#### LP 2
Lato 1
1. I Wanna Be Around / Workshop
2. Vega-Tables
3. Holidays
4. Wind Chimes
5. The Elements: Fire (Mrs. O'Leary's Cow)
6. Love to Say Dada
7. Good Vibrations

Lato 2
1. You're Welcome (Stereo Mix)
2. Vega-Tables (Stereo Mix)
3. Wind Chimes (Stereo Mix)
4. Cabin Essence (Session Highlights and Stereo Backing Track)
5. Surf's Up (Session Excerpt and Stereo Mix)

### The Smile Sessionsbox set edition (5xCD, 2xLP, 2x7" singles)

#### CD 1
Smile
1. Our Prayer – 1:06
2. Gee – 0:51
3. Heroes and Villains – 4:53
4. Do You Like Worms (Roll Plymouth Rock) – 3:36
5. I'm in Great Shape – 0:29
6. Barnyard – 0:48
7. My Only Sunshine (The Old Master Painter / You Are My Sunshine) – 1:57
8. Cabin Essence – 3:32
9. Wonderful – 2:04
10. Look (Song for Children) – 2:31
11. Child is Father of the Man – 2:14
12. Surf's Up – 4:12
13. I Wanna Be Around / Workshop – 1:23
14. Vega-Tables – 3:49
15. Holidays – 2:33
16. Wind Chimes – 3:06
17. The Elements: Fire (Mrs. O'Leary's Cow) – 2:35
18. Love to Say Dada – 2:32
19. Good Vibrations – 4:13

Bonus tracks
1. You're Welcome – 1:08
2. Heroes and Villains (Stereo Mix) – 4:53
3. Heroes and Villains Sections (Stereo Mix) – 7:16
4. Vega-Tables Demo – 1:46
5. He Gives Speeches – 1:14
6. Smile Backing Vocals Montage – 8:30
7. Surf's Up 1967 (Solo version) – 4:09
8. Psycodelic Sounds: Brian Falls into a Piano – 1:30
9. Smile Retail Promo Advertisement (hidden track) - 1:02

#### CD 2
Our Prayer
1. Our Prayer 'Dialog' (9/19/66) – 3:01
2. Our Prayer (10/4/66) – 6:37

Heroes and Villains session (10/20/66)
1. Heroes and Villains: Verse (Master Take) – 0:57
2. Heroes and Villains: Barnyard (Master Take) – 1:12
3. Heroes and Villains: I'm in Great Shape (10/27/66) – 4:59
4. Heroes and Villains: Intro (Early Version) circa 12/66 – 0:35

Heroes and Villains session (1/3/67)
1. Heroes and Villains: Do a Lot – 0:53
2. Heroes and Villains: Bag of Tricks – 2:58
3. Heroes and Villains: Mission Pak – 0:55
4. Heroes and Villains: Bridge to Indians – 1:47
5. Heroes and Villains: Part 1 Tag – 1:19
6. Heroes and Villains: Pickup to 3rd Verse – 0:55

Heroes and Villains session (1/27/67)
1. Heroes and Villains: Children Were Raised – 2:07
2. Heroes and Villains: Part 2 (Cantina track) – 1:21
3. Heroes and Villains: Whistling Bridge – 1:14
4. Heroes and Villains: Cantina – 1:36
5. Heroes and Villains: All Day – 2:19
6. Heroes and Villains: Verse Edit Experiment – 0:48

Heroes and Villains session (2/15/67)
1. Heroes and Villains: Prelude to Fade – 3:43
2. Heroes and Villains: Piano Theme – 2:43

Heroes and Villains session (2/20/67)
1. Heroes and Villains: Part 2 – 2:31
2. Heroes and Villains: Part 2 (Gee) (Master Take) – 2:36
3. Heroes and Villains: Part 2 Revised – 1:54
4. Heroes and Villains: Part 2 Revised (Master Take) – 0:48
5. Heroes and Villains: Part 3 (Animals) (Master Take) – 1:18
6. Heroes and Villains: Part 4 – 2:36
7. Heroes and Villains: Part Two (Master Take) (2/27/67) – 1:44
8. Heroes and Villains: Fade (2/28/67) – 6:35

Heroes and Villains session (3/1/67)
1. Heroes and Villains: Verse Remake – 4:16
2. Heroes and Villains: Organ Waltz / Intro – 2:04

Heroes and Villains session (6/14/67)
1. Heroes and Villains: Chorus Vocals – 0:48
2. Heroes and Villains: Barbershop – 1:50
3. Heroes and Villains: Children Were Raised (Remake) – 1:06
4. Heroes and Villains: Children Were Raised (Master Take Overdubs Mix 1) – 0:26
5. Heroes and Villains: Children Were Raised (Master Take a Cappella) – 0:27

Bonus tracks
1. Heroes and Villains Piano Demo (incorporating I'm in Great Shape and Barnyard) (Wilson, Van Dyke Parks & Humble Harve Miller), KHJ Radio (11/4/66) – 4:17
2. Psycodelic Sounds: Brian Falls into a Microphone (11/4/66) – 1:10
3. Psycodelic Sounds: Moaning Laughing (11/4/66) – 1:09

#### CD 3
Do You Like Worms session (10/18/66)
1. Do You Like Worms: Part 1 – 5:21
2. Do You Like Worms: Part 2 (Bicycle Rider) – 1:55
3. Do You Like Worms: Part 3 – 2:43
4. Do You Like Worms: Part 4 (Bicycle Rider) – 1:10
5. Do You Like Worms: Bicycle Rider Overdubs (Heroes and Villains Part 2) (1/5/67) – 0:22

The Old Master Painter / You Are My Sunshine
1. My Only Sunshine: Parts 1 & 2 (11/14/66) – 6:51
2. My Only Sunshine: Part 2 (Master Take With Vocal Overdubs) (2/10/67) – 0:45

Cabin Essence session (10/3/66)
1. Cabin Essence: Verse – 2:14
2. Cabin Essence: Chorus – 2:28
3. Cabin Essence: Tag – 2:31

Wonderful
1. Wonderful (Version 1) (8/25/66) – 2:59

Wonderful (Version 2 Rock With Me, Henry) session (1/9/67)
1. Wonderful (Version 2) – 3:25
2. Wonderful (Version 2 Tag) – 2:54
3. Wonderful (Version 3) (4/10/67?) – 2:41

Look (Song for Children)
1. Look (8/12/66) – 4:52

Child is Father of the Man
1. Child is Father of the Man (Version 1) (10/7/66) – 4:57
2. Child is Father of the Man (Version 2) (10/11/66) – 5:38

Surf's Up
1. Surf's Up: 1st Movement (11/4/66) – 4:54
2. Surf's Up: Talking Horns (11/7/66) – 3:42
3. Surf's Up: Piano Demo (Master Take) (12/15/66) – 3:52

I Wanna Be Around / Workshop (Friday Night)
1. I Wanna Be Around (11/29/66) – 3:08

Vegetables sessions (4/4/67–4/11/67)
1. Vegetables: Verse (Master Take Track) (4/4/67–4/11/67) – 2:02
2. Vegetables: Sleep a Lot (Chorus) – 2:34
3. Vegetables: Chorus 1 (Master Take) – 1:05
4. Vegetables: 2nd Chorus (Master Take Track and Backing Vocals) – 1:03
5. Vegetables: Insert (Part 4) (Master Take) – 0:37
6. Vegetables: Crunching Session (hidden track) - 1:02
7. Workshop Session (hidden track) - 1:40

#### CD 4
Vegetables sessions (continued)
1. Vegetables: Fade (4/12/67) – 5:25
2. Vegetables: Ballad Insert (4/14/67) – 1:03

Holidays
1. Holidays (9/8/66) – 7:32

Wind Chimes
1. Wind Chimes (Version 1) (8/3/66) – 6:46

Wind Chimes (Version 2) session (10/5/66)
1. Wind Chimes (Version 2) – 5:00
2. Wind Chimes (Version 2 Tag) – 2:51

The Elements: Fire (Mrs. O'Leary's Cow)
1. The Elements (Fire) (11/28/66) – 8:27

Da Da session (12/22/66)
1. Da Da (Taped Piano Strings) – 1:00
2. Da Da (Fender Rhodes) – 1:21

Love to Say Dada sessions (5/16/67–5/18/67)
1. Love to Say Dada: Part 1 (5/16/67) – 1:22
2. Love to Say Dada: Part 2 (5/17/67) – 1:57
3. Love to Say Dada: Part 2 (Master Take) (5/17/67) – 1:21
4. Love to Say Dada: Part 2 (Second Day) (5/18/67) – 2:00

Cool, Cool Water
1. Cool, Cool Water (Version 1) (6/7/67) – 2:21
2. Cool, Cool Water (Version 2) (10/26/67 & 10/29/67) – 3:31

Smile additional sessions
1. You're Welcome (12/15/66) – 6:41
2. You're With Me Tonight (6/6/67–6/7/67) – 2:46
3. Tune X (3/3/67–3/31/67) – 2:18
4. I Don't Know (1/12/67) – 3:03
5. Three Blind Mice (10/15/65) – 2:11
6. Teeter Totter Love (Jasper Dailey) (1/25/67 & 2/9/67) – 1:49

Bonus tracks
1. Psycodelic Sounds - Underwater Chant (11/4/66) – 1:45
2. Hal Blaine Vega-Tables Promo Session (11/16/66) – 1:28
3. Heroes and Villains: Early Version Outtake Sections (1/67–2/67) – 5:04
4. The Elements: Fire (Mrs. O'Leary's Cow) (Burning Wood Session) (hidden track) - 0:45

#### CD 5
Good Vibrations sessions
1. Good Vibrations: Gold Star 2/18/66 (The Pet Sounds Session) – 7:27
2. Good Vibrations: Gold Star 4/9/66 – 6:57
3. Good Vibrations: Western 5/4/66 (First Chorus) – 2:24
4. Good Vibrations: Western 5/4/66 (Second Chorus & Fade) – 3:28
5. Good Vibrations: Sunset Sound 5/24/66 (Part 1) – 1:20
6. Good Vibrations: Sunset Sound 5/24/66 (Parts 2 & 3) – 1:45
7. Good Vibrations: Sunset Sound 5/24/66 (Part 4) – 0:47
8. Good Vibrations: Western 5/27/66 (Part C) – 3:32
9. Good Vibrations: Western 5/27/66 (Chorus) – 3:04
10. Good Vibrations: Western 5/27/66 (Fade Sequence) – 1:56
11. Good Vibrations (Inspiration): Western 6/2/66 (Part 1) – 2:44
12. Good Vibrations (Inspiration): Western 6/2/66 (Part 3) – 0:57
13. Good Vibrations (Inspiration): Western 6/2/66 (Part 4) – 0:49
14. Good Vibrations: Western 6/16/66 (Part 1) – 6:24
15. Good Vibrations: Western 6/16/66 (Part 2 & Verse) – 1:06
16. Good Vibrations: Western 6/16/66 (Part 2 Continued) – 5:55
17. Good Vibrations: Western 6/18/66 (Part 1) – 1:10
18. Good Vibrations: Western 6/18/66 (Part 2) – 5:03
19. Good Vibrations (Persuasion): Western 9/1/66 – 1:49
20. Good Vibrations: Western 9/1/66 (New Bridge) – 3:39
21. Good Vibrations: Session Masters – 6:13
22. Good Vibrations: Single Version Stereo Track – 3:49
23. Good Good Good Vibrations (First Version With Overdubs) 3/66 – 3:41
24. Good Vibrations: Alternate Edit 8/24/66 – 3:32
25. Good Vibrations: Tape Rewind (hidden track) - 0:27

#### LP 1
Lato 1
1. Our Prayer
2. Gee
3. Heroes and Villains
4. Do You Like Worms (Roll Plymouth Rock)
5. I'm in Great Shape
6. Barnyard
7. My Only Sunshine (The Old Master Painter / You Are My Sunshine)
8. Cabin Essence

Lato 2
1. Wonderful
2. Look (Song for Children)
3. Child is Father of the Man
4. Surf's Up

#### LP 2
Lato 1
1. I Wanna Be Around / Workshop
2. Vega-Tables
3. Holidays
4. Wind Chimes
5. The Elements: Fire (Mrs. O'Leary's Cow)
6. Love to Say Dada
7. Good Vibrations

Lato 2
1. You're Welcome (Stereo Mix)
2. Vega-Tables (Stereo Mix)
3. Wind Chimes (Stereo Mix)
4. Cabin Essence (Session Highlights and Stereo Backing Track)
5. Surf's Up (Session Excerpt and Stereo Mix)

#### 7" single 1
Lato A
- Heroes And Villains Part One

Lato B
- Heroes And Villains Part Two

#### 7" single 2
Lato A
- Vega-Tables

Lato B
- Surf's Up

## The Beach Boys Play Smile
Nel 2011, iTunes ha reso disponibile in rete due playlist di brani registrati dai Beach Boys durante le sessioni per Smile.

### Versioni principali dei brani
1. Our Prayer (Good Vibrations: Thirty Years of the Beach Boys)
2. Heroes and Villains (Alternate Take) (Smiley Smile / Wild Honey)
3. Do You Like Worms (Good Vibrations: Thirty Years of the Beach Boys)
4. Cabin Essence (20/20)
5. Wonderful (Good Vibrations: Thirty Years of the Beach Boys)
6. Surf's Up (Surf's Up)
7. Vegetables (Good Vibrations: Thirty Years of the Beach Boys)
8. Wind Chimes (Good Vibrations: Thirty Years of the Beach Boys)
9. Heroes and Villains (Intro) (Good Vibrations: Thirty Years of the Beach Boys)
10. I Love to Say Da Da (Good Vibrations: Thirty Years of the Beach Boys)
11. Good Vibrations (Smiley Smile)

### Versioni alternative dei brani
1. Our Prayer (20/20)
2. Heroes and Villains (Smiley Smile)
3. Cabinessence (Good Vibrations: Thirty Years of the Beach Boys)
4. Wonderful (Smiley Smile)
5. Surf's Up (Good Vibrations: Thirty Years of the Beach Boys)
6. Vegetables (Smiley Smile)
7. Wind Chimes (Smiley Smile)
8. Cool, Cool Water (Good Vibrations: Thirty Years of the Beach Boys)
9. Good Vibrations (Early Take) (Smiley Smile / Wild Honey)